# Serie Nacional de Béisbol 2013-2014
La 53 Serie Nacional de Béisbol es el torneo amateur de primera división de esta disciplina en Cuba. Comenzó el 3 de noviembre de 2013 con el encuentro entre los equipos de Matanzas y Villa Clara, ganado por el actual campeón de la pelota cubana el equipo de Villa Clara 2 carreras por 1.

## Inicios de la Serie
La Serie Nacional de Béisbol comenzó el 3 de noviembre de 2013, en el estadio Augusto César Sandino de la provincia de Villa Clara, ubicado en la ciudad de Santa Clara, en el centro de la isla de Cuba.
| Equipo                                                                                            | 1 | 2 | 3 | 4 | 5 | 6 | 7 | 8 | 9 | 10 | 11 | 12 | C | H | E |
| ------------------------------------------------------------------------------------------------- | - | - | - | - | - | - | - | - | - | -- | -- | -- | - | - | - |
| Matanzas                                                                                          | 0 | 1 | 0 | 0 | 0 | 0 | 0 | 0 | 0 | -  | -  | -  | 1 | 5 | 0 |
| Villa Clara                                                                                       | 0 | 0 | 0 | 0 | 1 | 1 | 0 | 0 | - | -  | -  | -  | 2 | 8 | 2 |
| G: Freddy Asiel Álvarez Saez (1-0); P: Frank San Martín Ber (0-1); JS:Yasmani Hernández Rojas (1) |   |   |   |   |   |   |   |   |   |    |    |    |   |   |   |
| HR: ASIST:15000                                                                                   |   |   |   |   |   |   |   |   |   |    |    |    |   |   |   |

## Equipos participantes
| Equipo              | Apodo         | Sede                  | Estadio                        | Logo |
| ------------------- | ------------- | --------------------- | ------------------------------ | ---- |
| Isla de la Juventud | Piratas       | Nueva Gerona          | Estadio Cristóbal Labra        |      |
| Matanzas            | Cocodrilos    | Matanzas              | Estadio Victoria de Girón      |      |
| Pinar del Río       | Pativerdes    | Pinar del Río         | Estadio Capitán San Luis       |      |
| Industriales        | Leones azules | La Habana             | Estadio Latinoamericano        |      |
| Cienfuegos          | Elefantes     | Cienfuegos            | Estadio Cinco de Septiembre    |      |
| Sancti Spíritus     | Gallos        | Sancti Spíritus       | Estadio José Antonio Huelga    |      |
| Mayabeque           | Huracanes     | San José de las Lajas | Estadio Nelson Fernández       |      |
| Artemisa            | Cazadores     | Artemisa              | Estadio 26 de Julio            |      |
| Camagüey            | Ganaderos     | Camagüey              | Estadio Cándido González       |      |
| Ciego de Ávila      | Tigres        | Ciego de Ávila        | Estadio José Ramón Cepero      |      |
| Las Tunas           | Leñadores     | Victoria de Las Tunas | Estadio Julio Antonio Mella    |      |
| Villa Clara         | Naranjas      | Santa Clara           | Estadio Augusto César Sandino  |      |
| Granma              | Alazanes      | Bayamo                | Estadio Mártires de Barbados   |      |
| Guantánamo          | Indios        | Guantánamo            | Estadio Nguyen Van Troi        |      |
| Holguín             | Sabuesos      | Holguín               | Estadio Calixto García Íñiguez |      |
| Santiago de Cuba    | Avispas       | Santiago de Cuba      | Estadio Guillermón Moncada     |      |

## Juego de las Estrellas
Por los resultados que viene obteniendo el equipo de béisbol de la Isla de la Juventud, la Comisión Nacional de Béisbol de Cuba, decidió que está edición del Juego de las Estrellas se desarrolle el sábado 11 y domingo 12 de enero de 2014, en el Estadio Cristóbal Labra de la Isla.
En su edición número 27, se realizarán las habituales competencias (competencias de habilidades y el derby de jonrones), se enfrentarán nuevamente los veteranos del béisbol cubano, además del partido entre los equipos de Occidentales y Orientales que permitirá desempatar dicha subserie.
Las votaciones para escoger los representantes de ambos equipos, se encuentra disponible en línea a través del enlace: Encuesta para Juego de las Estrellas Archivado el 26 de diciembre de 2013 en Wayback Machine.

### Resultado del Juego de las Estrellas
| Equipo                                                                                       | 1 | 2 | 3 | 4 | 5 | 6 | 7 | 8 | 9 | 10 | 11 | 12 | C | H | E |
| -------------------------------------------------------------------------------------------- | - | - | - | - | - | - | - | - | - | -- | -- | -- | - | - | - |
| Orientales                                                                                   | 0 | 2 | 0 | 1 | 0 | 0 | 0 | 1 | 0 | -  | -  | -  | 4 | 6 | 0 |
| Occidentales                                                                                 | 0 | 0 | 0 | 1 | 1 | 0 | 1 | 0 | 0 | -  | -  | -  | 3 | 7 | 1 |
| G: Carlos J. Viera Álvarez (1-0); P: Leinier Rodriguéz (0-1); JS: Freddy A. Álvarez Sáez (1) |   |   |   |   |   |   |   |   |   |    |    |    |   |   |   |
| HR: ASIST: 5000                                                                              |   |   |   |   |   |   |   |   |   |    |    |    |   |   |   |

### Etapa clasificatoria
La etapa clasificatoria se desarrolla con los 16 equipos que participan en la Serie Nacional. Los 8 equipos más ganadores pasan a la 2.ª fase conocida como "Play Off".

### Partidos de Noviembre
| \| Estadio \| Provincia \| Visitante \| Resultado \| Local \| \| ------------------ \| ---------------- \| --------------- \| --------- \| ---------------- \| \| 26 de Julio \| Artemisa \| Las Tunas \| 7:0 \| Artemisa \| \| Cándido González \| Camagüey \| Granma \| 4:3 \| Camagüey \| \| Guillermón Moncada \| Santiago de Cuba \| Industriales \| 3:6 \| Santiago de Cuba \| \| Augusto C. Sandino \| Villa Clara \| Matanzas \| 1:2 \| Villa Clara \| \| Nélson Fernández \| Mayabeque \| Cienfuegos \| 3:4 \| Mayabeque \| \| Calixto García \| Holguín \| Ciego de Ávila \| 1:2 \| Holguín \| \| Nguyen Van Troi \| Guantánamo \| Sancti Spíritus \| 6:5 \| Guantánamo \| |                  |                 |           |                  |
| Estadio | Provincia        | Visitante       | Resultado | Local            |
| 26 de Julio | Artemisa         | Las Tunas       | 7:0       | Artemisa         |
| Cándido González | Camagüey         | Granma          | 4:3       | Camagüey         |
| Guillermón Moncada | Santiago de Cuba | Industriales    | 3:6       | Santiago de Cuba |
| Augusto C. Sandino | Villa Clara      | Matanzas        | 1:2       | Villa Clara      |
| Nélson Fernández | Mayabeque        | Cienfuegos      | 3:4       | Mayabeque        |
| Calixto García | Holguín          | Ciego de Ávila  | 1:2       | Holguín          |
| Nguyen Van Troi | Guantánamo       | Sancti Spíritus | 6:5       | Guantánamo       |

| \| Estadio \| Provincia \| Visitante \| Resultado \| Local \| \| ------------------ \| --------------------- \| ------------------- \| -------------- \| ---------------- \| \| 26 de Julio \| Artemisa \| Las Tunas \| 1:2 \| Artemisa \| \| Cándido González \| Camagüey \| Granma \| 12:5 \| Camagüey \| \| Guillermón Moncada \| Santiago de Cuba \| Industriales \| 1:2 \| Santiago de Cuba \| \| Augusto C. Sandino \| Villa Clara \| Matanzas \| [No celebrado] \| Villa Clara \| \| Nélson Fernández \| San José de Las Lajas \| Cienfuegos \| 3:7 \| Mayabeque \| \| Calixto García \| Holguín \| Ciego de Ávila \| 2:4 \| Holguín \| \| Capitán San Luis \| Pinar del Río \| Isla de la Juventud \| 0:3 \| Pinar del Río \| \| Nguyen Van Troi \| Guantánamo \| Sancti Spíritus \| 11:12 \| Guantánamo \| |                       |                     |                |                  |
| Estadio | Provincia             | Visitante           | Resultado      | Local            |
| 26 de Julio | Artemisa              | Las Tunas           | 1:2            | Artemisa         |
| Cándido González | Camagüey              | Granma              | 12:5           | Camagüey         |
| Guillermón Moncada | Santiago de Cuba      | Industriales        | 1:2            | Santiago de Cuba |
| Augusto C. Sandino | Villa Clara           | Matanzas            | [No celebrado] | Villa Clara      |
| Nélson Fernández | San José de Las Lajas | Cienfuegos          | 3:7            | Mayabeque        |
| Calixto García | Holguín               | Ciego de Ávila      | 2:4            | Holguín          |
| Capitán San Luis | Pinar del Río         | Isla de la Juventud | 0:3            | Pinar del Río    |
| Nguyen Van Troi | Guantánamo            | Sancti Spíritus     | 11:12          | Guantánamo       |

| \| Estadio \| Provincia \| Visitante \| Resultado \| Local \| \| ------------------ \| ------------------- \| --------------- \| --------- \| ------------------- \| \| Cristóbal Labra \| Isla de la Juventud \| Cienfuegos \| 4:5 \| Isla de la Juventud \| \| Cándido González \| Camagüey \| Mayabeque \| 5:2 \| Camagüey \| \| Augusto C. Sandino \| Villa Clara \| Sancti Spíritus \| 3:8 \| Villa Clara \| \| Victoria de Girón \| Matanzas \| Artemisa \| 1:6 \| Matanzas \| \| Calixto García \| Holguín \| Granma \| 1:2 \| Holguín \| \| Capitán San Luis \| Pinar del Río \| Industriales \| 3:2 \| Pinar del Río \| \| José Ramón Cepero \| Ciego de Ávila \| Guantánamo \| 2:7 \| Ciego de Ávila \| |                     |                 |           |                     |
| Estadio | Provincia           | Visitante       | Resultado | Local               |
| Cristóbal Labra | Isla de la Juventud | Cienfuegos      | 4:5       | Isla de la Juventud |
| Cándido González | Camagüey            | Mayabeque       | 5:2       | Camagüey            |
| Augusto C. Sandino | Villa Clara         | Sancti Spíritus | 3:8       | Villa Clara         |
| Victoria de Girón | Matanzas            | Artemisa        | 1:6       | Matanzas            |
| Calixto García | Holguín             | Granma          | 1:2       | Holguín             |
| Capitán San Luis | Pinar del Río       | Industriales    | 3:2       | Pinar del Río       |
| José Ramón Cepero | Ciego de Ávila      | Guantánamo      | 2:7       | Ciego de Ávila      |

| \| Estadio \| Provincia \| Visitante \| Resultado \| Local \| \| ------------------------------- \| ------------------- \| --------------- \| --------- \| ------------------- \| \| Cristóbal Labra \| Isla de la Juventud \| Cienfuegos \| 1:3 \| Isla de la Juventud \| \| Cándido González \| Camagüey \| Mayabeque \| 4:2 \| Camagüey \| \| Augusto C. Sandino \| Villa Clara \| Sancti Spíritus \| 2:6 \| Villa Clara \| \| Victoria de Girón \| Matanzas \| Artemisa \| 0:1 \| Matanzas \| \| Calixto García \| Holguín \| Granma \| 5:2 \| Holguín \| \| Capitán San Luis \| Pinar del Río \| Industriales \| 7:0 \| Pinar del Río \| \| José Ramón Cepero \| Ciego de Ávila \| Guantánamo \| 1:5 \| Ciego de Ávila \| \| Julio Antonio Mella \| Las Tunas \| Santiago \| 3:4 \| Las Tunas \| \| Julio Antonio Mella (2.º juego) \| Las Tunas \| Santiago \| 6:3 \| Las Tunas \| |                     |                 |           |                     |
| Estadio | Provincia           | Visitante       | Resultado | Local               |
| Cristóbal Labra | Isla de la Juventud | Cienfuegos      | 1:3       | Isla de la Juventud |
| Cándido González | Camagüey            | Mayabeque       | 4:2       | Camagüey            |
| Augusto C. Sandino | Villa Clara         | Sancti Spíritus | 2:6       | Villa Clara         |
| Victoria de Girón | Matanzas            | Artemisa        | 0:1       | Matanzas            |
| Calixto García | Holguín             | Granma          | 5:2       | Holguín             |
| Capitán San Luis | Pinar del Río       | Industriales    | 7:0       | Pinar del Río       |
| José Ramón Cepero | Ciego de Ávila      | Guantánamo      | 1:5       | Ciego de Ávila      |
| Julio Antonio Mella | Las Tunas           | Santiago        | 3:4       | Las Tunas           |
| Julio Antonio Mella (2.º juego) | Las Tunas           | Santiago        | 6:3       | Las Tunas           |

| \| Estadio \| Provincia \| Visitante \| Resultado \| Local \| \| ------------------- \| ------------------- \| --------------- \| --------- \| ------------------- \| \| Cristóbal Labra \| Isla de la Juventud \| Cienfuegos \| 6:7 \| Isla de la Juventud \| \| Cándido González \| Camagüey \| Mayabeque \| 1:11 \| Camagüey \| \| Augusto C. Sandino \| Villa Clara \| Sancti Spíritus \| 0:1 \| Villa Clara \| \| Victoria de Girón \| Matanzas \| Artemisa \| 3:5 \| Matanzas \| \| Calixto García \| Holguín \| Granma \| 7:8 \| Holguín \| \| Capitán San Luis \| Pinar del Río \| Industriales \| 3:1 \| Pinar del Río \| \| José Ramón Cepero \| Ciego de Ávila \| Guantánamo \| 0:4 \| Ciego de Ávila \| \| Julio Antonio Mella \| Las Tunas \| Santiago \| 5:1 \| Las Tunas \| |                     |                 |           |                     |
| Estadio | Provincia           | Visitante       | Resultado | Local               |
| Cristóbal Labra | Isla de la Juventud | Cienfuegos      | 6:7       | Isla de la Juventud |
| Cándido González | Camagüey            | Mayabeque       | 1:11      | Camagüey            |
| Augusto C. Sandino | Villa Clara         | Sancti Spíritus | 0:1       | Villa Clara         |
| Victoria de Girón | Matanzas            | Artemisa        | 3:5       | Matanzas            |
| Calixto García | Holguín             | Granma          | 7:8       | Holguín             |
| Capitán San Luis | Pinar del Río       | Industriales    | 3:1       | Pinar del Río       |
| José Ramón Cepero | Ciego de Ávila      | Guantánamo      | 0:4       | Ciego de Ávila      |
| Julio Antonio Mella | Las Tunas           | Santiago        | 5:1       | Las Tunas           |

| \| Estadio \| Provincia \| Visitante \| Resultado \| Local \| \| ------------------- \| ------------------- \| ------------- \| --------- \| ------------------- \| \| Cristóbal Labra \| Isla de la Juventud \| Matanzas \| 7:2 \| Isla de la Juventud \| \| Latinoamericano \| La Habana \| Las Tunas \| 1:4 \| Industriales \| \| Nguyen Van Troi \| Guantánamo \| Villa Clara \| 8:11 \| Guantánamo \| \| Mártires de Barbado \| Granma \| Mayabeque \| 6:5 \| Granma \| \| José Ramón Cepero \| Ciego de Ávila \| Camagüey \| 6:8 \| Ciego de Ávila \| \| 26 de Julio \| Artemisa \| Cienfuegos \| 1:9 \| Artemisa \| \| José Antonio Huelga \| Sancti Spíritus \| Pinar del Río \| 1:3 \| Sancti Spíritus \| \| Guillermón Moncada \| Santiago de Cuba \| Holguín \| 1:2 \| Santiago de Cuba \| |                     |               |           |                     |
| Estadio | Provincia           | Visitante     | Resultado | Local               |
| Cristóbal Labra | Isla de la Juventud | Matanzas      | 7:2       | Isla de la Juventud |
| Latinoamericano | La Habana           | Las Tunas     | 1:4       | Industriales        |
| Nguyen Van Troi | Guantánamo          | Villa Clara   | 8:11      | Guantánamo          |
| Mártires de Barbado | Granma              | Mayabeque     | 6:5       | Granma              |
| José Ramón Cepero | Ciego de Ávila      | Camagüey      | 6:8       | Ciego de Ávila      |
| 26 de Julio | Artemisa            | Cienfuegos    | 1:9       | Artemisa            |
| José Antonio Huelga | Sancti Spíritus     | Pinar del Río | 1:3       | Sancti Spíritus     |
| Guillermón Moncada | Santiago de Cuba    | Holguín       | 1:2       | Santiago de Cuba    |

| \| Estadio \| Provincia \| Visitante \| Resultado \| Local \| \| ------------------- \| ------------------- \| ------------- \| --------- \| ------------------- \| \| Cristóbal Labra \| Isla de la Juventud \| Matanzas \| 8:9 \| Isla de la Juventud \| \| Manuel Tames \| Guantánamo \| Villa Clara \| 6:8 \| Guantánamo \| \| 10 de Octubre \| Granma \| Mayabeque \| 6:10 \| Granma \| \| José Ramón Cepero \| Ciego de Ávila \| Camagüey \| 3:8 \| Ciego de Ávila \| \| 26 de Julio \| Artemisa \| Cienfuegos \| 2:4 \| Artemisa \| \| José Antonio Huelga \| Sancti Spíritus \| Pinar del Río \| 3:2 \| Sancti Spíritus \| \| Guillermón Moncada \| Santiago de Cuba \| Holguín \| 3:4 \| Santiago de Cuba \| |                     |               |           |                     |
| Estadio | Provincia           | Visitante     | Resultado | Local               |
| Cristóbal Labra | Isla de la Juventud | Matanzas      | 8:9       | Isla de la Juventud |
| Manuel Tames | Guantánamo          | Villa Clara   | 6:8       | Guantánamo          |
| 10 de Octubre | Granma              | Mayabeque     | 6:10      | Granma              |
| José Ramón Cepero | Ciego de Ávila      | Camagüey      | 3:8       | Ciego de Ávila      |
| 26 de Julio | Artemisa            | Cienfuegos    | 2:4       | Artemisa            |
| José Antonio Huelga | Sancti Spíritus     | Pinar del Río | 3:2       | Sancti Spíritus     |
| Guillermón Moncada | Santiago de Cuba    | Holguín       | 3:4       | Santiago de Cuba    |

| \| Estadio \| Provincia \| Visitante \| Resultado \| Local \| \| --------------------------- \| ------------------- \| ------------- \| ---------------- \| ------------------- \| \| Cristóbal Labra \| Isla de la Juventud \| Matanzas \| 5:1 \| Isla de la Juventud \| \| Nguyen Van Troi \| Guantánamo \| Villa Clara \| 0:10 \| Guantánamo \| \| Mártires de Barbados \| Granma \| Mayabeque \| 8:9 \| Granma \| \| Mártires de Bolivia \| Ciego de Ávila \| Camagüey \| 5:4 \| Ciego de Ávila \| \| 26 de Julio \| Artemisa \| Cienfuegos \| 1:4 \| Artemisa \| \| José Antonio Huelga \| Sancti Spíritus \| Pinar del Río \| 4:0 \| Sancti Spíritus \| \| Guillermón Moncada \| Santiago de Cuba \| Holguín \| 5:2 \| Santiago de Cuba \| \| Latinoamericano \| La Habana \| Las Tunas \| [[No celebrado]] \| Industriales \| \| Latinoamericano (2.º Juego) \| La Habana \| Las Tunas \| [[No celebrado]] \| Industriales \| |                     |               |                  |                     |
| Estadio | Provincia           | Visitante     | Resultado        | Local               |
| Cristóbal Labra | Isla de la Juventud | Matanzas      | 5:1              | Isla de la Juventud |
| Nguyen Van Troi | Guantánamo          | Villa Clara   | 0:10             | Guantánamo          |
| Mártires de Barbados | Granma              | Mayabeque     | 8:9              | Granma              |
| Mártires de Bolivia | Ciego de Ávila      | Camagüey      | 5:4              | Ciego de Ávila      |
| 26 de Julio | Artemisa            | Cienfuegos    | 1:4              | Artemisa            |
| José Antonio Huelga | Sancti Spíritus     | Pinar del Río | 4:0              | Sancti Spíritus     |
| Guillermón Moncada | Santiago de Cuba    | Holguín       | 5:2              | Santiago de Cuba    |
| Latinoamericano | La Habana           | Las Tunas     | [[No celebrado]] | Industriales        |
| Latinoamericano (2.º Juego) | La Habana           | Las Tunas     | [[No celebrado]] | Industriales        |

| \| Estadio \| Provincia \| Visitante \| Resultado \| Local \| \| ------------------- \| ------------------- \| -------------- \| --------- \| ------------------- \| \| Cristóbal Labra \| Isla de la Juventud \| Ciego de Ávila \| 8:2 \| Isla de la Juventud \| \| 5 de Septiembre \| Cienfuegos \| Pinar del Río \| 6:4 \| Cienfuegos \| \| Wilfredo Pages \| Granma \| Villa Clara \| 9:7 \| Granma \| \| Cándido González \| Camagüey \| Holguín \| 6:0 \| Camagüey \| \| 26 de Julio \| Artemisa \| Guantánamo \| 2:6 \| Artemisa \| \| José Antonio Huelga \| Sancti Spíritus \| Las Tunas \| 7:3 \| Sancti Spíritus \| \| Guillermón Moncada \| Santiago de Cuba \| Mayabeque \| 7:6 \| Santiago de Cuba \| \| Latinoamericano \| La Habana \| Matanzas \| 2:3 \| Industriales \| |                     |                |           |                     |
| Estadio | Provincia           | Visitante      | Resultado | Local               |
| Cristóbal Labra | Isla de la Juventud | Ciego de Ávila | 8:2       | Isla de la Juventud |
| 5 de Septiembre | Cienfuegos          | Pinar del Río  | 6:4       | Cienfuegos          |
| Wilfredo Pages | Granma              | Villa Clara    | 9:7       | Granma              |
| Cándido González | Camagüey            | Holguín        | 6:0       | Camagüey            |
| 26 de Julio | Artemisa            | Guantánamo     | 2:6       | Artemisa            |
| José Antonio Huelga | Sancti Spíritus     | Las Tunas      | 7:3       | Sancti Spíritus     |
| Guillermón Moncada | Santiago de Cuba    | Mayabeque      | 7:6       | Santiago de Cuba    |
| Latinoamericano | La Habana           | Matanzas       | 2:3       | Industriales        |

| \| Estadio \| Provincia \| Visitante \| Resultado \| Local \| \| ---------------------- \| ------------------- \| -------------- \| --------- \| ------------------- \| \| Cristóbal Labra \| Isla de la Juventud \| Ciego de Ávila \| 4:1 \| Isla de la Juventud \| \| 5 de Septiembre \| Cienfuegos \| Pinar del Río \| 3:4 \| Cienfuegos \| \| Wilfredo Pages \| Granma \| Villa Clara \| 2:0 \| Granma \| \| Roger Ambrosio Marrero \| Camagüey \| Holguín \| 2:8 \| Camagüey \| \| 26 de Julio \| Artemisa \| Guantánamo \| 6:2 \| Artemisa \| \| Mártires de Cabaiguán \| Sancti Spíritus \| Las Tunas \| 3:4 \| Sancti Spíritus \| \| Guillermón Moncada \| Santiago de Cuba \| Mayabeque \| 4:3 \| Santiago de Cuba \| \| Latinoamericano \| La Habana \| Matanzas \| 2:8 \| Industriales \| |                     |                |           |                     |
| Estadio | Provincia           | Visitante      | Resultado | Local               |
| Cristóbal Labra | Isla de la Juventud | Ciego de Ávila | 4:1       | Isla de la Juventud |
| 5 de Septiembre | Cienfuegos          | Pinar del Río  | 3:4       | Cienfuegos          |
| Wilfredo Pages | Granma              | Villa Clara    | 2:0       | Granma              |
| Roger Ambrosio Marrero | Camagüey            | Holguín        | 2:8       | Camagüey            |
| 26 de Julio | Artemisa            | Guantánamo     | 6:2       | Artemisa            |
| Mártires de Cabaiguán | Sancti Spíritus     | Las Tunas      | 3:4       | Sancti Spíritus     |
| Guillermón Moncada | Santiago de Cuba    | Mayabeque      | 4:3       | Santiago de Cuba    |
| Latinoamericano | La Habana           | Matanzas       | 2:8       | Industriales        |

| \| Estadio \| Provincia \| Visitante \| Resultado \| Local \| \| ------------------- \| ------------------- \| -------------- \| --------- \| ------------------- \| \| Cristóbal Labra \| Isla de la Juventud \| Ciego de Ávila \| 2:4 \| Isla de la Juventud \| \| 5 de Septiembre \| Cienfuegos \| Pinar del Río \| 4:0 \| Cienfuegos \| \| Wilfredo Pages \| Granma \| Villa Clara \| 8:0 \| Granma \| \| Cándido González \| Camagüey \| Holguín \| 5:2 \| Camagüey \| \| 26 de Julio \| Artemisa \| Guantánamo \| 10:2 \| Artemisa \| \| José Antonio Huelga \| Sancti Spíritus \| Las Tunas \| 5:2 \| Sancti Spíritus \| \| Guillermón Moncada \| Santiago de Cuba \| Mayabeque \| 4:9 \| Santiago de Cuba \| \| Latinoamericano \| La Habana \| Matanzas \| 4:2 \| Industriales \| |                     |                |           |                     |
| Estadio | Provincia           | Visitante      | Resultado | Local               |
| Cristóbal Labra | Isla de la Juventud | Ciego de Ávila | 2:4       | Isla de la Juventud |
| 5 de Septiembre | Cienfuegos          | Pinar del Río  | 4:0       | Cienfuegos          |
| Wilfredo Pages | Granma              | Villa Clara    | 8:0       | Granma              |
| Cándido González | Camagüey            | Holguín        | 5:2       | Camagüey            |
| 26 de Julio | Artemisa            | Guantánamo     | 10:2      | Artemisa            |
| José Antonio Huelga | Sancti Spíritus     | Las Tunas      | 5:2       | Sancti Spíritus     |
| Guillermón Moncada | Santiago de Cuba    | Mayabeque      | 4:9       | Santiago de Cuba    |
| Latinoamericano | La Habana           | Matanzas       | 4:2       | Industriales        |

| \| Estadio \| Provincia \| Visitante \| Resultado \| Local \| \| --------------------- \| ---------------- \| ------------------- \| --------- \| ---------------- \| \| Capitán San Luis \| Pinar del Río \| Ciego de Ávila \| 1:3 \| Pinar del Río \| \| 5 de Septiembre \| Cienfuegos \| Camagüey \| 4:0 \| Cienfuegos \| \| Augusto César Sandino \| Villa Clara \| Artemisa \| 1:4 \| Villa Clara \| \| Nélson Fernández \| Mayabeque \| Las Tunas \| 0:2 \| Mayabeque \| \| Calixto García \| Holguín \| Isla de la Juventud \| 3:2 \| Holguín \| \| José Antonio Huelga \| Sancti Spíritus \| Industriales \| 8:0 \| Sancti Spíritus \| \| Guillermón Moncada \| Santiago de Cuba \| Granma \| 0:3 \| Santiago de Cuba \| \| Victoria de Girón \| Matanzas \| Guantánamo \| 5:6 \| Matanzas \| |                  |                     |           |                  |
| Estadio | Provincia        | Visitante           | Resultado | Local            |
| Capitán San Luis | Pinar del Río    | Ciego de Ávila      | 1:3       | Pinar del Río    |
| 5 de Septiembre | Cienfuegos       | Camagüey            | 4:0       | Cienfuegos       |
| Augusto César Sandino | Villa Clara      | Artemisa            | 1:4       | Villa Clara      |
| Nélson Fernández | Mayabeque        | Las Tunas           | 0:2       | Mayabeque        |
| Calixto García | Holguín          | Isla de la Juventud | 3:2       | Holguín          |
| José Antonio Huelga | Sancti Spíritus  | Industriales        | 8:0       | Sancti Spíritus  |
| Guillermón Moncada | Santiago de Cuba | Granma              | 0:3       | Santiago de Cuba |
| Victoria de Girón | Matanzas         | Guantánamo          | 5:6       | Matanzas         |

| \| Estadio \| Provincia \| Visitante \| Resultado \| Local \| \| ------------------- \| ---------------- \| ------------------- \| --------- \| ---------------- \| \| Capitán San Luis \| Pinar del Río \| Ciego de Ávila \| 2:4 \| Pinar del Río \| \| Martín Dihigo \| Cienfuegos \| Camagüey \| 3:4 \| Cienfuegos \| \| Ignacio Pérez Ríos \| Villa Clara \| Artemisa \| 3:1 \| Villa Clara \| \| Tomás del Calvo \| Mayabeque \| Las Tunas \| 1:0 \| Mayabeque \| \| Calixto García \| Holguín \| Isla de la Juventud \| 1:0 \| Holguín \| \| José Antonio Huelga \| Sancti Spíritus \| Industriales \| 2:3 \| Sancti Spíritus \| \| Guillermón Moncada \| Santiago de Cuba \| Granma \| 7:3 \| Santiago de Cuba \| \| Victoria de Girón \| Matanzas \| Guantánamo \| 8:4 \| Matanzas \| |                  |                     |           |                  |
| Estadio | Provincia        | Visitante           | Resultado | Local            |
| Capitán San Luis | Pinar del Río    | Ciego de Ávila      | 2:4       | Pinar del Río    |
| Martín Dihigo | Cienfuegos       | Camagüey            | 3:4       | Cienfuegos       |
| Ignacio Pérez Ríos | Villa Clara      | Artemisa            | 3:1       | Villa Clara      |
| Tomás del Calvo | Mayabeque        | Las Tunas           | 1:0       | Mayabeque        |
| Calixto García | Holguín          | Isla de la Juventud | 1:0       | Holguín          |
| José Antonio Huelga | Sancti Spíritus  | Industriales        | 2:3       | Sancti Spíritus  |
| Guillermón Moncada | Santiago de Cuba | Granma              | 7:3       | Santiago de Cuba |
| Victoria de Girón | Matanzas         | Guantánamo          | 8:4       | Matanzas         |

| \| Estadio \| Provincia \| Visitante \| Resultado \| Local \| \| --------------------- \| ---------------- \| ------------------- \| --------- \| ---------------- \| \| Capitán San Luis \| Pinar del Río \| Ciego de Ávila \| 7:4 \| Pinar del Río \| \| 5 de Septiembre \| Cienfuegos \| Camagüey \| 0:2 \| Cienfuegos \| \| Augusto César Sandino \| Villa Clara \| Artemisa \| 4:1 \| Villa Clara \| \| Nélson Fernández \| Mayabeque \| Las Tunas \| 5:1 \| Mayabeque \| \| Calixto García \| Holguín \| Isla de la Juventud \| 4:3 \| Holguín \| \| José Antonio Huelga \| Sancti Spíritus \| Industriales \| 2:4 \| Sancti Spíritus \| \| Guillermón Moncada \| Santiago de Cuba \| Granma \| 6:4 \| Santiago de Cuba \| \| Victoria de Girón \| Matanzas \| Guantánamo \| 2:1 \| Matanzas \| |                  |                     |           |                  |
| Estadio | Provincia        | Visitante           | Resultado | Local            |
| Capitán San Luis | Pinar del Río    | Ciego de Ávila      | 7:4       | Pinar del Río    |
| 5 de Septiembre | Cienfuegos       | Camagüey            | 0:2       | Cienfuegos       |
| Augusto César Sandino | Villa Clara      | Artemisa            | 4:1       | Villa Clara      |
| Nélson Fernández | Mayabeque        | Las Tunas           | 5:1       | Mayabeque        |
| Calixto García | Holguín          | Isla de la Juventud | 4:3       | Holguín          |
| José Antonio Huelga | Sancti Spíritus  | Industriales        | 2:4       | Sancti Spíritus  |
| Guillermón Moncada | Santiago de Cuba | Granma              | 6:4       | Santiago de Cuba |
| Victoria de Girón | Matanzas         | Guantánamo          | 2:1       | Matanzas         |

| \| Estadio \| Provincia \| Visitante \| Resultado \| Local \| \| --------------------- \| ------------------- \| ---------------- \| --------- \| ------------------- \| \| Capitán San Luis \| Pinar del Río \| Guantánamo \| 3:2 \| Pinar del Río \| \| 5 de Septiembre \| Cienfuegos \| Santiago de Cuba \| 6:1 \| Cienfuegos \| \| Augusto César Sandino \| Villa Clara \| Industriales \| 8:2 \| Villa Clara \| \| Nélson Fernández \| Mayabeque \| Sancti Spíritus \| 10:1 \| Mayabeque \| \| Julio Antonio Mella \| Las Tunas \| Holguín \| 11:3 \| Las Tunas \| \| José Ramón Cepero \| Ciego de Ávila \| Artemisa \| 9:0 \| Ciego de Ávila \| \| Mártires de Barbados \| Granma \| Matanzas \| 12:6 \| Granma \| \| Cristóbal Labra \| Isla de la Juventud \| Camagüey \| 10:13 \| Isla de la Juventud \| |                     |                  |           |                     |
| Estadio | Provincia           | Visitante        | Resultado | Local               |
| Capitán San Luis | Pinar del Río       | Guantánamo       | 3:2       | Pinar del Río       |
| 5 de Septiembre | Cienfuegos          | Santiago de Cuba | 6:1       | Cienfuegos          |
| Augusto César Sandino | Villa Clara         | Industriales     | 8:2       | Villa Clara         |
| Nélson Fernández | Mayabeque           | Sancti Spíritus  | 10:1      | Mayabeque           |
| Julio Antonio Mella | Las Tunas           | Holguín          | 11:3      | Las Tunas           |
| José Ramón Cepero | Ciego de Ávila      | Artemisa         | 9:0       | Ciego de Ávila      |
| Mártires de Barbados | Granma              | Matanzas         | 12:6      | Granma              |
| Cristóbal Labra | Isla de la Juventud | Camagüey         | 10:13     | Isla de la Juventud |

| \| Estadio \| Provincia \| Visitante \| Resultado \| Local \| \| --------------------- \| ------------------- \| ---------------- \| --------- \| ------------------- \| \| Capitán San Luis \| Pinar del Río \| Guantánamo \| 10:12 \| Pinar del Río \| \| Lázaro Santos \| Cienfuegos \| Santiago de Cuba \| 4:9 \| Cienfuegos \| \| Augusto César Sandino \| Villa Clara \| Industriales \| 0:10 \| Villa Clara \| \| Nélson Fernández \| Mayabeque \| Sancti Spíritus \| 3:10 \| Mayabeque \| \| Julio Antonio Mella \| Las Tunas \| Holguín \| 1:9 \| Las Tunas \| \| José Ramón Cepero \| Ciego de Ávila \| Artemisa \| 4:2 \| Ciego de Ávila \| \| Mártires de Barbados \| Granma \| Matanzas \| 14:6 \| Granma \| \| Cristóbal Labra \| Isla de la Juventud \| Camagüey \| 2:3 \| Isla de la Juventud \| |                     |                  |           |                     |
| Estadio | Provincia           | Visitante        | Resultado | Local               |
| Capitán San Luis | Pinar del Río       | Guantánamo       | 10:12     | Pinar del Río       |
| Lázaro Santos | Cienfuegos          | Santiago de Cuba | 4:9       | Cienfuegos          |
| Augusto César Sandino | Villa Clara         | Industriales     | 0:10      | Villa Clara         |
| Nélson Fernández | Mayabeque           | Sancti Spíritus  | 3:10      | Mayabeque           |
| Julio Antonio Mella | Las Tunas           | Holguín          | 1:9       | Las Tunas           |
| José Ramón Cepero | Ciego de Ávila      | Artemisa         | 4:2       | Ciego de Ávila      |
| Mártires de Barbados | Granma              | Matanzas         | 14:6      | Granma              |
| Cristóbal Labra | Isla de la Juventud | Camagüey         | 2:3       | Isla de la Juventud |

| \| Estadio \| Provincia \| Visitante \| Resultado \| Local \| \| --------------------- \| ------------------- \| ---------------- \| --------- \| ------------------- \| \| Capitán San Luis \| Pinar del Río \| Guantánamo \| 0:6 \| Pinar del Río \| \| 5 de Septiembre \| Cienfuegos \| Santiago de Cuba \| 2:4 \| Cienfuegos \| \| Augusto César Sandino \| Villa Clara \| Industriales \| 13:6 \| Villa Clara \| \| Nélson Fernández \| Mayabeque \| Sancti Spíritus \| 0:1 \| Mayabeque \| \| Julio Antonio Mella \| Las Tunas \| Holguín \| 6:0 \| Las Tunas \| \| Mártires de Chambas \| Ciego de Ávila \| Artemisa \| 3:4 \| Ciego de Ávila \| \| Mártires de Barbados \| Granma \| Matanzas \| 15:10 \| Granma \| \| Cristóbal Labra \| Isla de la Juventud \| Camagüey \| 13:2 \| Isla de la Juventud \| |                     |                  |           |                     |
| Estadio | Provincia           | Visitante        | Resultado | Local               |
| Capitán San Luis | Pinar del Río       | Guantánamo       | 0:6       | Pinar del Río       |
| 5 de Septiembre | Cienfuegos          | Santiago de Cuba | 2:4       | Cienfuegos          |
| Augusto César Sandino | Villa Clara         | Industriales     | 13:6      | Villa Clara         |
| Nélson Fernández | Mayabeque           | Sancti Spíritus  | 0:1       | Mayabeque           |
| Julio Antonio Mella | Las Tunas           | Holguín          | 6:0       | Las Tunas           |
| Mártires de Chambas | Ciego de Ávila      | Artemisa         | 3:4       | Ciego de Ávila      |
| Mártires de Barbados | Granma              | Matanzas         | 15:10     | Granma              |
| Cristóbal Labra | Isla de la Juventud | Camagüey         | 13:2      | Isla de la Juventud |

| \| Estadio \| Provincia \| Visitante \| Resultado \| Local \| \| ------------------- \| ------------------- \| ---------------- \| --------- \| ------------------- \| \| Latinoamericano \| La Habana \| Granma \| 3:6 \| Industriales \| \| Cándido González \| Camagüey \| Pinar del Río \| 7:2 \| Camagüey \| \| Calixto García \| Holguín \| Artemisa \| 13:6 \| Holguín \| \| Nélson Fernández \| Mayabeque \| Villa Clara \| 0:2 \| Mayabeque \| \| Julio Antonio Mella \| Las Tunas \| Matanzas \| 5:2 \| Las Tunas \| \| Cristóbal Labra \| Isla de la Juventud \| Santiago de Cuba \| 1:4 \| Isla de la Juventud \| |                     |                  |           |                     |
| Estadio | Provincia           | Visitante        | Resultado | Local               |
| Latinoamericano | La Habana           | Granma           | 3:6       | Industriales        |
| Cándido González | Camagüey            | Pinar del Río    | 7:2       | Camagüey            |
| Calixto García | Holguín             | Artemisa         | 13:6      | Holguín             |
| Nélson Fernández | Mayabeque           | Villa Clara      | 0:2       | Mayabeque           |
| Julio Antonio Mella | Las Tunas           | Matanzas         | 5:2       | Las Tunas           |
| Cristóbal Labra | Isla de la Juventud | Santiago de Cuba | 1:4       | Isla de la Juventud |

| \| Estadio \| Provincia \| Visitante \| Resultado \| Local \| \| --------------------------- \| ------------------- \| ---------------- \| --------- \| ------------------- \| \| Latinoamericano \| La Habana \| Granma \| 7:2 \| Industriales \| \| José Abreu \| Holguín \| Artemisa \| 2:0 \| Holguín \| \| 8 de Noviembre \| Mayabeque \| Villa Clara \| 6:3 \| Mayabeque \| \| Julio Antonio Mella \| Las Tunas \| Matanzas \| 10:7 \| Las Tunas \| \| Cristóbal Labra \| Isla de la Juventud \| Santiago de Cuba \| 1:2 \| Isla de la Juventud \| \| Nguyen Van Troi \| Guantánamo \| Cienfuegos \| 12:2 \| Guantánamo \| \| Nguyen Van Troi (2.º juego) \| Guantánamo \| Cienfuegos \| 2:9 \| Guantánamo \| |                     |                  |           |                     |
| Estadio | Provincia           | Visitante        | Resultado | Local               |
| Latinoamericano | La Habana           | Granma           | 7:2       | Industriales        |
| José Abreu | Holguín             | Artemisa         | 2:0       | Holguín             |
| 8 de Noviembre | Mayabeque           | Villa Clara      | 6:3       | Mayabeque           |
| Julio Antonio Mella | Las Tunas           | Matanzas         | 10:7      | Las Tunas           |
| Cristóbal Labra | Isla de la Juventud | Santiago de Cuba | 1:2       | Isla de la Juventud |
| Nguyen Van Troi | Guantánamo          | Cienfuegos       | 12:2      | Guantánamo          |
| Nguyen Van Troi (2.º juego) | Guantánamo          | Cienfuegos       | 2:9       | Guantánamo          |

| \| Estadio \| Provincia \| Visitante \| Resultado \| Local \| \| ----------------------------- \| ------------------- \| ---------------- \| ---------------- \| ------------------- \| \| Latinoamericano \| La Habana \| Granma \| [(No celebrado)] \| Industriales \| \| Calixto García \| Holguín \| Artemisa \| 3:1 \| Holguín \| \| Nélson Fernández \| Mayabeque \| Villa Clara \| (No celebrado) \| Mayabeque \| \| Julio Antonio Mella \| Las Tunas \| Matanzas \| 1:2 \| Las Tunas \| \| Cristóbal Labra \| Isla de la Juventud \| Santiago de Cuba \| 6:8 \| Isla de la Juventud \| \| Nguyen Van Troi \| Guantánamo \| Cienfuegos \| 13:1 \| Guantánamo \| \| José Ramón Cepero \| Ciego de Ávila \| Sancti Spíritus \| 0:14 \| Ciego de Ávila \| \| José Ramón Cepero (2.º juego) \| Ciego de Ávila \| Sancti Spíritus \| 0:10 \| Ciego de Ávila \| \| Cándido González \| Camagüey \| Pinar del Río \| 6:5 \| Camagüey \| \| Cándido González (2.º juego) \| Camagüey \| Pinar del Río \| 2:0 \| Camagüey \| |                     |                  |                  |                     |
| Estadio | Provincia           | Visitante        | Resultado        | Local               |
| Latinoamericano | La Habana           | Granma           | [(No celebrado)] | Industriales        |
| Calixto García | Holguín             | Artemisa         | 3:1              | Holguín             |
| Nélson Fernández | Mayabeque           | Villa Clara      | (No celebrado)   | Mayabeque           |
| Julio Antonio Mella | Las Tunas           | Matanzas         | 1:2              | Las Tunas           |
| Cristóbal Labra | Isla de la Juventud | Santiago de Cuba | 6:8              | Isla de la Juventud |
| Nguyen Van Troi | Guantánamo          | Cienfuegos       | 13:1             | Guantánamo          |
| José Ramón Cepero | Ciego de Ávila      | Sancti Spíritus  | 0:14             | Ciego de Ávila      |
| José Ramón Cepero (2.º juego) | Ciego de Ávila      | Sancti Spíritus  | 0:10             | Ciego de Ávila      |
| Cándido González | Camagüey            | Pinar del Río    | 6:5              | Camagüey            |
| Cándido González (2.º juego) | Camagüey            | Pinar del Río    | 2:0              | Camagüey            |

### Partidos de Diciembre
| \| Estadio \| Provincia \| Visitante \| Resultado \| Local \| \| ------------------- \| ------------------- \| -------------- \| --------- \| ------------------- \| \| Capitán San Luis \| Pinar del Río \| Artemisa \| 4:3 \| Pinar del Río \| \| Calixto García \| Holguín \| Cienfuegos \| 7:5 \| Holguín \| \| Nélson Fernández \| Mayabeque \| Industriales \| 0:2 \| Mayabeque \| \| José Antonio Huelga \| Sancti Spíritus \| Matanzas \| 1:0 \| Sancti Spíritus \| \| Cristóbal Labra \| Isla de la Juventud \| Granma \| 3:7 \| Isla de la Juventud \| \| Nguyen Van Troi \| Guantánamo \| Las Tunas \| 4:2 \| Guantánamo \| \| Guillermón Moncada \| Santiago de Cuba \| Ciego de Ávila \| 4:7 \| Santiago de Cuba \| \| Cándido González \| Camagüey \| Villa Clara \| 2:4 \| Camagüey \| |                     |                |           |                     |
| Estadio | Provincia           | Visitante      | Resultado | Local               |
| Capitán San Luis | Pinar del Río       | Artemisa       | 4:3       | Pinar del Río       |
| Calixto García | Holguín             | Cienfuegos     | 7:5       | Holguín             |
| Nélson Fernández | Mayabeque           | Industriales   | 0:2       | Mayabeque           |
| José Antonio Huelga | Sancti Spíritus     | Matanzas       | 1:0       | Sancti Spíritus     |
| Cristóbal Labra | Isla de la Juventud | Granma         | 3:7       | Isla de la Juventud |
| Nguyen Van Troi | Guantánamo          | Las Tunas      | 4:2       | Guantánamo          |
| Guillermón Moncada | Santiago de Cuba    | Ciego de Ávila | 4:7       | Santiago de Cuba    |
| Cándido González | Camagüey            | Villa Clara    | 2:4       | Camagüey            |

| \| Estadio \| Provincia \| Visitante \| Resultado \| Local \| \| -------------------- \| ------------------- \| -------------- \| --------- \| ------------------- \| \| Capitán San Luis \| Pinar del Río \| Artemisa \| 1:6 \| Pinar del Río \| \| Ángel Romero Videaux \| Holguín \| Cienfuegos \| 3:10 \| Holguín \| \| Nélson Fernández \| Mayabeque \| Industriales \| 0:2 \| Mayabeque \| \| José Antonio Huelga \| Sancti Spíritus \| Matanzas \| 3:1 \| Sancti Spíritus \| \| Cristóbal Labra \| Isla de la Juventud \| Granma \| 6:4 \| Isla de la Juventud \| \| Amado Romero Noa \| Guantánamo \| Las Tunas \| 9:6 \| Guantánamo \| \| Guillermón Moncada \| Santiago de Cuba \| Ciego de Ávila \| 8:9 \| Santiago de Cuba \| \| Cándido González \| Camagüey \| Villa Clara \| 5:3 \| Camagüey \| |                     |                |           |                     |
| Estadio | Provincia           | Visitante      | Resultado | Local               |
| Capitán San Luis | Pinar del Río       | Artemisa       | 1:6       | Pinar del Río       |
| Ángel Romero Videaux | Holguín             | Cienfuegos     | 3:10      | Holguín             |
| Nélson Fernández | Mayabeque           | Industriales   | 0:2       | Mayabeque           |
| José Antonio Huelga | Sancti Spíritus     | Matanzas       | 3:1       | Sancti Spíritus     |
| Cristóbal Labra | Isla de la Juventud | Granma         | 6:4       | Isla de la Juventud |
| Amado Romero Noa | Guantánamo          | Las Tunas      | 9:6       | Guantánamo          |
| Guillermón Moncada | Santiago de Cuba    | Ciego de Ávila | 8:9       | Santiago de Cuba    |
| Cándido González | Camagüey            | Villa Clara    | 5:3       | Camagüey            |

| \| Estadio \| Provincia \| Visitante \| Resultado \| Local \| \| ------------------- \| ------------------- \| -------------- \| --------- \| ------------------- \| \| Capitán San Luis \| Pinar del Río \| Artemisa \| 2:5 \| Pinar del Río \| \| Calixto García \| Holguín \| Cienfuegos \| 0:7 \| Holguín \| \| Nélson Fernández \| Mayabeque \| Industriales \| 8:5 \| Mayabeque \| \| José Antonio Huelga \| Sancti Spíritus \| Matanzas \| 7:8 \| Sancti Spíritus \| \| Cristóbal Labra \| Isla de la Juventud \| Granma \| 1:8 \| Isla de la Juventud \| \| Nguyen Van Troi \| Guantánamo \| Las Tunas \| 2:1 \| Guantánamo \| \| Guillermón Moncada \| Santiago de Cuba \| Ciego de Ávila \| 8:9 \| Santiago de Cuba \| \| Cándido González \| Camagüey \| Villa Clara \| 1:2 \| Camagüey \| |                     |                |           |                     |
| Estadio | Provincia           | Visitante      | Resultado | Local               |
| Capitán San Luis | Pinar del Río       | Artemisa       | 2:5       | Pinar del Río       |
| Calixto García | Holguín             | Cienfuegos     | 0:7       | Holguín             |
| Nélson Fernández | Mayabeque           | Industriales   | 8:5       | Mayabeque           |
| José Antonio Huelga | Sancti Spíritus     | Matanzas       | 7:8       | Sancti Spíritus     |
| Cristóbal Labra | Isla de la Juventud | Granma         | 1:8       | Isla de la Juventud |
| Nguyen Van Troi | Guantánamo          | Las Tunas      | 2:1       | Guantánamo          |
| Guillermón Moncada | Santiago de Cuba    | Ciego de Ávila | 8:9       | Santiago de Cuba    |
| Cándido González | Camagüey            | Villa Clara    | 1:2       | Camagüey            |

| \| Estadio \| Provincia \| Visitante \| Resultado \| Local \| \| --------------------- \| -------------- \| ------------------- \| ----------------------------------------------------------------------------------------------------- \| -------------- \| \| Capitán San Luis \| Pinar del Río \| Mayabeque \| 3:7 (enlace roto disponible en Internet Archive; véase el historial, la primera versión y la última). \| Pinar del Río \| \| 26 de Julio \| Artemisa \| Camagüey \| 0:4 (enlace roto disponible en Internet Archive; véase el historial, la primera versión y la última). \| Artemisa \| \| Latinoamericano \| La Habana \| Isla de la Juventud \| 3:0 \| Industriales \| \| Jorge Martín Magariño \| Holguín \| Sancti Spíritus \| 6:7 \| Holguín \| \| José Ramón Cepero \| Ciego de Ávila \| Granma \| 2:3 \| Ciego de Ávila \| \| Nguyen Van Troi \| Guantánamo \| Santiago de Cuba \| 7:0 \| Guantánamo \| \| 5 de Septiembre \| Cienfuegos \| Matanzas \| 6:9 \| Cienfuegos \| \| Julio Antonio Mella \| Las Tunas \| Villa Clara \| 4:3 \| Las Tunas \| |                |                     | |                |
| Estadio | Provincia      | Visitante           | Resultado                                                                                             | Local          |
| Capitán San Luis | Pinar del Río  | Mayabeque           | 3:7 (enlace roto disponible en Internet Archive; véase el historial, la primera versión y la última). | Pinar del Río  |
| 26 de Julio | Artemisa       | Camagüey            | 0:4 (enlace roto disponible en Internet Archive; véase el historial, la primera versión y la última). | Artemisa       |
| Latinoamericano | La Habana      | Isla de la Juventud | 3:0                                                                                                   | Industriales   |
| Jorge Martín Magariño | Holguín        | Sancti Spíritus     | 6:7                                                                                                   | Holguín        |
| José Ramón Cepero | Ciego de Ávila | Granma              | 2:3                                                                                                   | Ciego de Ávila |
| Nguyen Van Troi | Guantánamo     | Santiago de Cuba    | 7:0                                                                                                   | Guantánamo     |
| 5 de Septiembre | Cienfuegos     | Matanzas            | 6:9                                                                                                   | Cienfuegos     |
| Julio Antonio Mella | Las Tunas      | Villa Clara         | 4:3                                                                                                   | Las Tunas      |

| \| Estadio \| Provincia \| Visitante \| Resultado \| Local \| \| ------------------------------- \| -------------- \| ------------------- \| ------------------------------------------------------------------------------------------------------ \| -------------- \| \| Capitán San Luis \| Pinar del Río \| Mayabeque \| 4:3 \| Pinar del Río \| \| Capitán San Luis \| Pinar del Río \| Mayabeque \| 3:9 \| Pinar del Río \| \| 26 de Julio \| Artemisa \| Camagüey \| 0:4 (enlace roto disponible en Internet Archive; véase el historial, la primera versión y la última). \| Artemisa \| \| 26 de Julio (2.º juego) \| Artemisa \| Camagüey \| 8:5 (enlace roto disponible en Internet Archive; véase el historial, la primera versión y la última). \| Artemisa \| \| Latinoamericano \| La Habana \| Isla de la Juventud \| 0:1 (enlace roto disponible en Internet Archive; véase el historial, la primera versión y la última). \| Industriales \| \| Latinoamericano (2.º juego) \| La Habana \| Isla de la Juventud \| 8:7 (enlace roto disponible en Internet Archive; véase el historial, la primera versión y la última). \| Industriales \| \| Calixto García \| Holguín \| Sancti Spíritus \| 5:9 (enlace roto disponible en Internet Archive; véase el historial, la primera versión y la última). \| Holguín \| \| Calixto García (2.º juego) \| Holguín \| Sancti Spíritus \| 0:6 (enlace roto disponible en Internet Archive; véase el historial, la primera versión y la última). \| Holguín \| \| José Ramón Cepero \| Ciego de Ávila \| Granma \| 1:2 (enlace roto disponible en Internet Archive; véase el historial, la primera versión y la última). \| Ciego de Ávila \| \| José Ramón Cepero (2.º juego) \| Ciego de Ávila \| Granma \| 2:6 (enlace roto disponible en Internet Archive; véase el historial, la primera versión y la última). \| Ciego de Ávila \| \| Nguyen Van Troi \| Guantánamo \| Santiago de Cuba \| 3:0 (enlace roto disponible en Internet Archive; véase el historial, la primera versión y la última). \| Guantánamo \| \| Nguyen Van Troi (2.º juego) \| Guantánamo \| Santiago de Cuba \| 11:8 (enlace roto disponible en Internet Archive; véase el historial, la primera versión y la última). \| Guantánamo \| \| 5 de Septiembre \| Cienfuegos \| Matanzas \| 1:5 \| Cienfuegos \| \| 5 de Septiembre (2.º juego) \| Cienfuegos \| Matanzas \| 10:7 \| Cienfuegos \| \| Julio Antonio Mella \| Las Tunas \| Villa Clara \| 3:1 (enlace roto disponible en Internet Archive; véase el historial, la primera versión y la última). \| Las Tunas \| \| Julio Antonio Mella (2.º juego) \| Las Tunas \| Villa Clara \| 4:0 (enlace roto disponible en Internet Archive; véase el historial, la primera versión y la última). \| Las Tunas \| |                |                     | |                |
| Estadio | Provincia      | Visitante           | Resultado                                                                                              | Local          |
| Capitán San Luis | Pinar del Río  | Mayabeque           | 4:3 | Pinar del Río  |
| Capitán San Luis | Pinar del Río  | Mayabeque           | 3:9 | Pinar del Río  |
| 26 de Julio | Artemisa       | Camagüey            | 0:4 (enlace roto disponible en Internet Archive; véase el historial, la primera versión y la última).  | Artemisa       |
| 26 de Julio (2.º juego) | Artemisa       | Camagüey            | 8:5 (enlace roto disponible en Internet Archive; véase el historial, la primera versión y la última).  | Artemisa       |
| Latinoamericano | La Habana      | Isla de la Juventud | 0:1 (enlace roto disponible en Internet Archive; véase el historial, la primera versión y la última).  | Industriales   |
| Latinoamericano (2.º juego) | La Habana      | Isla de la Juventud | 8:7 (enlace roto disponible en Internet Archive; véase el historial, la primera versión y la última).  | Industriales   |
| Calixto García | Holguín        | Sancti Spíritus     | 5:9 (enlace roto disponible en Internet Archive; véase el historial, la primera versión y la última).  | Holguín        |
| Calixto García (2.º juego) | Holguín        | Sancti Spíritus     | 0:6 (enlace roto disponible en Internet Archive; véase el historial, la primera versión y la última).  | Holguín        |
| José Ramón Cepero | Ciego de Ávila | Granma              | 1:2 (enlace roto disponible en Internet Archive; véase el historial, la primera versión y la última).  | Ciego de Ávila |
| José Ramón Cepero (2.º juego) | Ciego de Ávila | Granma              | 2:6 (enlace roto disponible en Internet Archive; véase el historial, la primera versión y la última).  | Ciego de Ávila |
| Nguyen Van Troi | Guantánamo     | Santiago de Cuba    | 3:0 (enlace roto disponible en Internet Archive; véase el historial, la primera versión y la última).  | Guantánamo     |
| Nguyen Van Troi (2.º juego) | Guantánamo     | Santiago de Cuba    | 11:8 (enlace roto disponible en Internet Archive; véase el historial, la primera versión y la última). | Guantánamo     |
| 5 de Septiembre | Cienfuegos     | Matanzas            | 1:5 | Cienfuegos     |
| 5 de Septiembre (2.º juego) | Cienfuegos     | Matanzas            | 10:7                                                                                                   | Cienfuegos     |
| Julio Antonio Mella | Las Tunas      | Villa Clara         | 3:1 (enlace roto disponible en Internet Archive; véase el historial, la primera versión y la última).  | Las Tunas      |
| Julio Antonio Mella (2.º juego) | Las Tunas      | Villa Clara         | 4:0 (enlace roto disponible en Internet Archive; véase el historial, la primera versión y la última).  | Las Tunas      |

| \| Estadio \| Provincia \| Visitante \| Resultado \| Local \| \| -------------------------------- \| ------------------- \| --------------- \| ------------------------------------------------------------------------------------------------------ \| ------------------- \| \| 26 de Julio \| Artemisa \| Industriales \| 6:4 \| Artemisa \| \| 26 de Julio (2.º juego) \| Artemisa \| Industriales \| 1:11 \| Artemisa \| \| Cristóbal Labra \| Isla de la Juventud \| Mayabeque \| 2:11 (enlace roto disponible en Internet Archive; véase el historial, la primera versión y la última). \| Isla de la Juventud \| \| Cristóbal Labra 2.º juego \| Isla de la Juventud \| Mayabeque \| 3:5 \| Isla de la Juventud \| \| Nguyen Van Troi \| Guantánamo \| Holguín \| 9:3 (enlace roto disponible en Internet Archive; véase el historial, la primera versión y la última). \| Guantánamo \| \| Nguyen Van Troi (2.º juego) \| Guantánamo \| Holguín \| 3:13 \| Guantánamo \| \| 5 de Septiembre \| Cienfuegos \| Ciego de Ávila \| 4:9 (enlace roto disponible en Internet Archive; véase el historial, la primera versión y la última). \| Cienfuegos \| \| 5 de Septiembre (2.º juego) \| Cienfuegos \| Ciego de Ávila \| 3:4 \| Cienfuegos \| \| Julio Antonio Mella \| Las Tunas \| Pinar del Río \| 2:12 \| Las Tunas \| \| Julio Antonio Mella (2.º juego) \| Las Tunas \| Pinar del Río \| 9:1 \| Las Tunas \| \| Guillermón Moncada \| Santiago de Cuba \| Villa Clara \| 2:8 (enlace roto disponible en Internet Archive; véase el historial, la primera versión y la última). \| Santiago de Cuba \| \| Guillermón Moncada (2.º juego) \| Santiago de Cuba \| Villa Clara \| 10:1 \| Santiago de Cuba \| \| Victoria de Girón \| Matanzas \| Camagüey \| 5:0 \| Matanzas \| \| Victoria de Girón (2.º juego) \| Matanzas \| Camagüey \| 0:6 \| Matanzas \| \| Mártires de Cauto \| Granma \| Sancti Spíritus \| 9:10 (enlace roto disponible en Internet Archive; véase el historial, la primera versión y la última). \| Granma \| \| Mártires de Barbados (2.º juego) \| Granma \| Sancti Spíritus \| 5:9 \| Granma \| |                     |                 | |                     |
| Estadio | Provincia           | Visitante       | Resultado                                                                                              | Local               |
| 26 de Julio | Artemisa            | Industriales    | 6:4 | Artemisa            |
| 26 de Julio (2.º juego) | Artemisa            | Industriales    | 1:11                                                                                                   | Artemisa            |
| Cristóbal Labra | Isla de la Juventud | Mayabeque       | 2:11 (enlace roto disponible en Internet Archive; véase el historial, la primera versión y la última). | Isla de la Juventud |
| Cristóbal Labra 2.º juego | Isla de la Juventud | Mayabeque       | 3:5 | Isla de la Juventud |
| Nguyen Van Troi | Guantánamo          | Holguín         | 9:3 (enlace roto disponible en Internet Archive; véase el historial, la primera versión y la última).  | Guantánamo          |
| Nguyen Van Troi (2.º juego) | Guantánamo          | Holguín         | 3:13                                                                                                   | Guantánamo          |
| 5 de Septiembre | Cienfuegos          | Ciego de Ávila  | 4:9 (enlace roto disponible en Internet Archive; véase el historial, la primera versión y la última).  | Cienfuegos          |
| 5 de Septiembre (2.º juego) | Cienfuegos          | Ciego de Ávila  | 3:4 | Cienfuegos          |
| Julio Antonio Mella | Las Tunas           | Pinar del Río   | 2:12                                                                                                   | Las Tunas           |
| Julio Antonio Mella (2.º juego) | Las Tunas           | Pinar del Río   | 9:1 | Las Tunas           |
| Guillermón Moncada | Santiago de Cuba    | Villa Clara     | 2:8 (enlace roto disponible en Internet Archive; véase el historial, la primera versión y la última).  | Santiago de Cuba    |
| Guillermón Moncada (2.º juego) | Santiago de Cuba    | Villa Clara     | 10:1                                                                                                   | Santiago de Cuba    |
| Victoria de Girón | Matanzas            | Camagüey        | 5:0 | Matanzas            |
| Victoria de Girón (2.º juego) | Matanzas            | Camagüey        | 0:6 | Matanzas            |
| Mártires de Cauto | Granma              | Sancti Spíritus | 9:10 (enlace roto disponible en Internet Archive; véase el historial, la primera versión y la última). | Granma              |
| Mártires de Barbados (2.º juego) | Granma              | Sancti Spíritus | 5:9 | Granma              |

| \| Estadio \| Provincia \| Visitante \| Resultado \| Local \| \| ------------------- \| ------------------- \| --------------- \| ----------------------------------------------------------------------------------------------------- \| ------------------- \| \| 26 de Julio \| Artemisa \| Industriales \| 3:2 \| Artemisa \| \| Cristóbal Labra \| Isla de la Juventud \| Mayabeque \| 3:7 (enlace roto disponible en Internet Archive; véase el historial, la primera versión y la última). \| Isla de la Juventud \| \| Nguyen Van Troi \| Guantánamo \| Holguín \| 5:2 (enlace roto disponible en Internet Archive; véase el historial, la primera versión y la última). \| Guantánamo \| \| 5 de Septiembre \| Cienfuegos \| Ciego de Ávila \| 8:7 (enlace roto disponible en Internet Archive; véase el historial, la primera versión y la última). \| Cienfuegos \| \| Julio Antonio Mella \| Las Tunas \| Pinar del Río \| 2:13 \| Las Tunas \| \| Guillermón Moncada \| Santiago de Cuba \| Villa Clara \| 6:0 (enlace roto disponible en Internet Archive; véase el historial, la primera versión y la última). \| Santiago de Cuba \| \| Victoria de Girón \| Matanzas \| Camagüey \| 0:3 \| Matanzas \| \| Mártires de Cauto \| Granma \| Sancti Spíritus \| 3:1 (enlace roto disponible en Internet Archive; véase el historial, la primera versión y la última). \| Granma \| |                     |                 | |                     |
| Estadio | Provincia           | Visitante       | Resultado                                                                                             | Local               |
| 26 de Julio | Artemisa            | Industriales    | 3:2                                                                                                   | Artemisa            |
| Cristóbal Labra | Isla de la Juventud | Mayabeque       | 3:7 (enlace roto disponible en Internet Archive; véase el historial, la primera versión y la última). | Isla de la Juventud |
| Nguyen Van Troi | Guantánamo          | Holguín         | 5:2 (enlace roto disponible en Internet Archive; véase el historial, la primera versión y la última). | Guantánamo          |
| 5 de Septiembre | Cienfuegos          | Ciego de Ávila  | 8:7 (enlace roto disponible en Internet Archive; véase el historial, la primera versión y la última). | Cienfuegos          |
| Julio Antonio Mella | Las Tunas           | Pinar del Río   | 2:13                                                                                                  | Las Tunas           |
| Guillermón Moncada | Santiago de Cuba    | Villa Clara     | 6:0 (enlace roto disponible en Internet Archive; véase el historial, la primera versión y la última). | Santiago de Cuba    |
| Victoria de Girón | Matanzas            | Camagüey        | 0:3                                                                                                   | Matanzas            |
| Mártires de Cauto | Granma              | Sancti Spíritus | 3:1 (enlace roto disponible en Internet Archive; véase el historial, la primera versión y la última). | Granma              |

| \| Estadio \| Provincia \| Visitante \| Resultado \| Local \| \| --------------------- \| ------------------- \| --------------- \| ------------------------------------------------------------------------------------------------------ \| ------------------- \| \| Latinoamericano \| La Habana \| Camagüey \| 6:4 \| Industriales \| \| Cristóbal Labra \| Isla de la Juventud \| Artemisa \| 3:4 (enlace roto disponible en Internet Archive; véase el historial, la primera versión y la última). \| Isla de la Juventud \| \| Nelson Fernández \| Mayabeque \| Guantánamo \| 2:3 (enlace roto disponible en Internet Archive; véase el historial, la primera versión y la última). \| Mayabeque \| \| Augusto César Sandino \| Villa Clara \| Cienfuegos \| 4:5 (enlace roto disponible en Internet Archive; véase el historial, la primera versión y la última). \| Villa Clara \| \| Julio Antonio Mella \| Las Tunas \| Granma \| 1:4 (enlace roto disponible en Internet Archive; véase el historial, la primera versión y la última). \| Las Tunas \| \| Guillermón Moncada \| Santiago de Cuba \| Sancti Spíritus \| 10:7 (enlace roto disponible en Internet Archive; véase el historial, la primera versión y la última). \| Santiago de Cuba \| \| Victoria de Girón \| Matanzas \| Ciego de Ávila \| 0:1 \| Matanzas \| \| Calixto García \| Holguín \| Pinar del Río \| 6:5 \| Holguín \| |                     |                 | |                     |
| Estadio | Provincia           | Visitante       | Resultado                                                                                              | Local               |
| Latinoamericano | La Habana           | Camagüey        | 6:4 | Industriales        |
| Cristóbal Labra | Isla de la Juventud | Artemisa        | 3:4 (enlace roto disponible en Internet Archive; véase el historial, la primera versión y la última).  | Isla de la Juventud |
| Nelson Fernández | Mayabeque           | Guantánamo      | 2:3 (enlace roto disponible en Internet Archive; véase el historial, la primera versión y la última).  | Mayabeque           |
| Augusto César Sandino | Villa Clara         | Cienfuegos      | 4:5 (enlace roto disponible en Internet Archive; véase el historial, la primera versión y la última).  | Villa Clara         |
| Julio Antonio Mella | Las Tunas           | Granma          | 1:4 (enlace roto disponible en Internet Archive; véase el historial, la primera versión y la última).  | Las Tunas           |
| Guillermón Moncada | Santiago de Cuba    | Sancti Spíritus | 10:7 (enlace roto disponible en Internet Archive; véase el historial, la primera versión y la última). | Santiago de Cuba    |
| Victoria de Girón | Matanzas            | Ciego de Ávila  | 0:1 | Matanzas            |
| Calixto García | Holguín             | Pinar del Río   | 6:5 | Holguín             |

| \| Estadio \| Provincia \| Visitante \| Resultado \| Local \| \| --------------------- \| ------------------- \| --------------- \| ------------------------------------------------------------------------------------------------------ \| ------------------- \| \| Latinoamericano \| La Habana \| Camagüey \| 6:7 \| Industriales \| \| Cristóbal Labra \| Isla de la Juventud \| Artemisa \| 9:5 (enlace roto disponible en Internet Archive; véase el historial, la primera versión y la última). \| Isla de la Juventud \| \| Nelson Fernández \| Mayabeque \| Guantánamo \| 2:7 (enlace roto disponible en Internet Archive; véase el historial, la primera versión y la última). \| Mayabeque \| \| Augusto César Sandino \| Villa Clara \| Cienfuegos \| 2:3 (enlace roto disponible en Internet Archive; véase el historial, la primera versión y la última). \| Villa Clara \| \| Julio Antonio Mella \| Las Tunas \| Granma \| 13:3 (enlace roto disponible en Internet Archive; véase el historial, la primera versión y la última). \| Las Tunas \| \| Guillermón Moncada \| Santiago de Cuba \| Sancti Spíritus \| 1:2 (enlace roto disponible en Internet Archive; véase el historial, la primera versión y la última). \| Santiago de Cuba \| \| Victoria de Girón \| Matanzas \| Ciego de Ávila \| 6:1 \| Matanzas \| \| Calixto García \| Holguín \| Pinar del Río \| 1:8 \| Holguín \| |                     |                 | |                     |
| Estadio | Provincia           | Visitante       | Resultado                                                                                              | Local               |
| Latinoamericano | La Habana           | Camagüey        | 6:7 | Industriales        |
| Cristóbal Labra | Isla de la Juventud | Artemisa        | 9:5 (enlace roto disponible en Internet Archive; véase el historial, la primera versión y la última).  | Isla de la Juventud |
| Nelson Fernández | Mayabeque           | Guantánamo      | 2:7 (enlace roto disponible en Internet Archive; véase el historial, la primera versión y la última).  | Mayabeque           |
| Augusto César Sandino | Villa Clara         | Cienfuegos      | 2:3 (enlace roto disponible en Internet Archive; véase el historial, la primera versión y la última).  | Villa Clara         |
| Julio Antonio Mella | Las Tunas           | Granma          | 13:3 (enlace roto disponible en Internet Archive; véase el historial, la primera versión y la última). | Las Tunas           |
| Guillermón Moncada | Santiago de Cuba    | Sancti Spíritus | 1:2 (enlace roto disponible en Internet Archive; véase el historial, la primera versión y la última).  | Santiago de Cuba    |
| Victoria de Girón | Matanzas            | Ciego de Ávila  | 6:1 | Matanzas            |
| Calixto García | Holguín             | Pinar del Río   | 1:8 | Holguín             |

| \| Estadio \| Provincia \| Visitante \| Resultado \| Local \| \| --------------------- \| ------------------- \| --------------- \| ------------------------------------------------------------------------------------------------------ \| ------------------- \| \| Latinoamericano \| La Habana \| Camagüey \| 0:5 \| Industriales \| \| Cristóbal Labra \| Isla de la Juventud \| Artemisa \| 1:11 (enlace roto disponible en Internet Archive; véase el historial, la primera versión y la última). \| Isla de la Juventud \| \| Nelson Fernández \| Mayabeque \| Guantánamo \| 3:2 (enlace roto disponible en Internet Archive; véase el historial, la primera versión y la última). \| Mayabeque \| \| Augusto César Sandino \| Villa Clara \| Cienfuegos \| 2:12 (enlace roto disponible en Internet Archive; véase el historial, la primera versión y la última). \| Villa Clara \| \| Julio Antonio Mella \| Las Tunas \| Granma \| 7:2 (enlace roto disponible en Internet Archive; véase el historial, la primera versión y la última). \| Las Tunas \| \| Guillermón Moncada \| Santiago de Cuba \| Sancti Spíritus \| 1:5 (enlace roto disponible en Internet Archive; véase el historial, la primera versión y la última). \| Santiago de Cuba \| \| Victoria de Girón \| Matanzas \| Ciego de Ávila \| 0:4 \| Matanzas \| \| Calixto García \| Holguín \| Pinar del Río \| 9:2 \| Holguín \| |                     |                 | |                     |
| Estadio | Provincia           | Visitante       | Resultado                                                                                              | Local               |
| Latinoamericano | La Habana           | Camagüey        | 0:5 | Industriales        |
| Cristóbal Labra | Isla de la Juventud | Artemisa        | 1:11 (enlace roto disponible en Internet Archive; véase el historial, la primera versión y la última). | Isla de la Juventud |
| Nelson Fernández | Mayabeque           | Guantánamo      | 3:2 (enlace roto disponible en Internet Archive; véase el historial, la primera versión y la última).  | Mayabeque           |
| Augusto César Sandino | Villa Clara         | Cienfuegos      | 2:12 (enlace roto disponible en Internet Archive; véase el historial, la primera versión y la última). | Villa Clara         |
| Julio Antonio Mella | Las Tunas           | Granma          | 7:2 (enlace roto disponible en Internet Archive; véase el historial, la primera versión y la última).  | Las Tunas           |
| Guillermón Moncada | Santiago de Cuba    | Sancti Spíritus | 1:5 (enlace roto disponible en Internet Archive; véase el historial, la primera versión y la última).  | Santiago de Cuba    |
| Victoria de Girón | Matanzas            | Ciego de Ávila  | 0:4 | Matanzas            |
| Calixto García | Holguín             | Pinar del Río   | 9:2 | Holguín             |

| \| Estadio \| Provincia \| Visitante \| Resultado \| Local \| \| --------------------- \| --------------- \| ------------------- \| ----------------------------------------------------------------------------------------------------- \| --------------- \| \| Latinoamericano \| La Habana \| Guantánamo \| 4:5 \| Industriales \| \| 26 de Julio \| Artemisa \| Mayabeque \| 0:3 \| Artemisa \| \| Cándido González \| Camagüey \| Santiago de Cuba \| 2:3 \| Camagüey \| \| Augusto César Sandino \| Villa Clara \| Isla de la Juventud \| 5:1 (enlace roto disponible en Internet Archive; véase el historial, la primera versión y la última). \| Villa Clara \| \| José Antonio Huelga \| Sancti Spíritus \| Cienfuegos \| 1:0 (enlace roto disponible en Internet Archive; véase el historial, la primera versión y la última). \| Sancti Spíritus \| \| Mártires de Barbardos \| Granma \| Pinar del Río \| 2:7 \| Granma \| \| Victoria de Girón \| Matanzas \| Holguín \| 7:6 \| Matanzas \| \| José Ramón Cepero \| Ciego de Ávila \| Las Tunas \| 3:5 (enlace roto disponible en Internet Archive; véase el historial, la primera versión y la última). \| Ciego de Ávila \| |                 |                     | |                 |
| Estadio | Provincia       | Visitante           | Resultado                                                                                             | Local           |
| Latinoamericano | La Habana       | Guantánamo          | 4:5                                                                                                   | Industriales    |
| 26 de Julio | Artemisa        | Mayabeque           | 0:3                                                                                                   | Artemisa        |
| Cándido González | Camagüey        | Santiago de Cuba    | 2:3                                                                                                   | Camagüey        |
| Augusto César Sandino | Villa Clara     | Isla de la Juventud | 5:1 (enlace roto disponible en Internet Archive; véase el historial, la primera versión y la última). | Villa Clara     |
| José Antonio Huelga | Sancti Spíritus | Cienfuegos          | 1:0 (enlace roto disponible en Internet Archive; véase el historial, la primera versión y la última). | Sancti Spíritus |
| Mártires de Barbardos | Granma          | Pinar del Río       | 2:7                                                                                                   | Granma          |
| Victoria de Girón | Matanzas        | Holguín             | 7:6                                                                                                   | Matanzas        |
| José Ramón Cepero | Ciego de Ávila  | Las Tunas           | 3:5 (enlace roto disponible en Internet Archive; véase el historial, la primera versión y la última). | Ciego de Ávila  |

| \| Estadio \| Provincia \| Visitante \| Resultado \| Local \| \| --------------------- \| --------------- \| ------------------- \| ------------------------------------------------------------------------------------------------------ \| --------------- \| \| Latinoamericano \| La Habana \| Guantánamo \| 2:3 \| Industriales \| \| Severino Méndez \| Artemisa \| Mayabeque \| 2:1 \| Artemisa \| \| Cándido González \| Camagüey \| Santiago de Cuba \| 3:10 \| Camagüey \| \| Augusto César Sandino \| Villa Clara \| Isla de la Juventud \| 5:6 \| Villa Clara \| \| Rolando Rodríguez \| Sancti Spíritus \| Cienfuegos \| 12:7 (enlace roto disponible en Internet Archive; véase el historial, la primera versión y la última). \| Sancti Spíritus \| \| Mártires de Barbardos \| Granma \| Pinar del Río \| 8:0 \| Granma \| \| Victoria de Girón \| Matanzas \| Holguín \| [(No celebrado)] \| Matanzas \| \| José Ramón Cepero \| Ciego de Ávila \| Las Tunas \| 2:3 \| Ciego de Ávila \| |                 |                     | |                 |
| Estadio | Provincia       | Visitante           | Resultado                                                                                              | Local           |
| Latinoamericano | La Habana       | Guantánamo          | 2:3 | Industriales    |
| Severino Méndez | Artemisa        | Mayabeque           | 2:1 | Artemisa        |
| Cándido González | Camagüey        | Santiago de Cuba    | 3:10                                                                                                   | Camagüey        |
| Augusto César Sandino | Villa Clara     | Isla de la Juventud | 5:6 | Villa Clara     |
| Rolando Rodríguez | Sancti Spíritus | Cienfuegos          | 12:7 (enlace roto disponible en Internet Archive; véase el historial, la primera versión y la última). | Sancti Spíritus |
| Mártires de Barbardos | Granma          | Pinar del Río       | 8:0 | Granma          |
| Victoria de Girón | Matanzas        | Holguín             | [(No celebrado)]                                                                                       | Matanzas        |
| José Ramón Cepero | Ciego de Ávila  | Las Tunas           | 2:3 | Ciego de Ávila  |

| \| Estadio \| Provincia \| Visitante \| Resultado \| Local \| \| --------------------- \| --------------- \| ------------------- \| --------- \| --------------- \| \| Latinoamericano \| La Habana \| Guantánamo \| 3:4 \| Industriales \| \| 26 de Julio \| Artemisa \| Mayabeque \| 5:1 \| Artemisa \| \| Cándido González \| Camagüey \| Santiago de Cuba \| 2:1 \| Camagüey \| \| Heriberto Duquesne \| Villa Clara \| Isla de la Juventud \| 0:6 \| Villa Clara \| \| José Antonio Huelga \| Sancti Spíritus \| Cienfuegos \| 3:4 \| Sancti Spíritus \| \| Mártires de Barbardos \| Granma \| Pinar del Río \| 4:15 \| Granma \| \| Victoria de Girón \| Matanzas \| Holguín \| 0:5 \| Matanzas \| \| José Ramón Cepero \| Ciego de Ávila \| Las Tunas \| 3:5 \| Ciego de Ávila \| |                 |                     |           |                 |
| Estadio | Provincia       | Visitante           | Resultado | Local           |
| Latinoamericano | La Habana       | Guantánamo          | 3:4       | Industriales    |
| 26 de Julio | Artemisa        | Mayabeque           | 5:1       | Artemisa        |
| Cándido González | Camagüey        | Santiago de Cuba    | 2:1       | Camagüey        |
| Heriberto Duquesne | Villa Clara     | Isla de la Juventud | 0:6       | Villa Clara     |
| José Antonio Huelga | Sancti Spíritus | Cienfuegos          | 3:4       | Sancti Spíritus |
| Mártires de Barbardos | Granma          | Pinar del Río       | 4:15      | Granma          |
| Victoria de Girón | Matanzas        | Holguín             | 0:5       | Matanzas        |
| José Ramón Cepero | Ciego de Ávila  | Las Tunas           | 3:5       | Ciego de Ávila  |

| \| Estadio \| Provincia \| Visitante \| Resultado \| Local \| \| --------------------- \| ----------- \| ------------------- \| --------- \| ----------- \| \| 5 de Septiembre \| Cienfuegos \| Industriales \| 8:4 \| Cienfuegos \| \| 26 de Julio \| Artemisa \| Santiago de Cuba \| 13:0 \| Artemisa \| \| Cándido González \| Camagüey \| Sancti Spíritus \| 2:6 \| Camagüey \| \| Augusto César Sandino \| Villa Clara \| Ciego de Ávila \| 0:10 \| Villa Clara \| \| Julio Antonio Mella \| Las Tunas \| Isla de la Juventud \| 3:6 \| Las Tunas \| \| Mártires de Barbardos \| Granma \| Guantánamo \| 3:4 \| Granma \| \| Victoria de Girón \| Matanzas \| Pinar del Río \| 3:2 \| Matanzas \| \| Nelson Fernández \| Mayabeque \| Holguín \| 1:0 \| Mayabeque \| |             |                     |           |             |
| Estadio | Provincia   | Visitante           | Resultado | Local       |
| 5 de Septiembre | Cienfuegos  | Industriales        | 8:4       | Cienfuegos  |
| 26 de Julio | Artemisa    | Santiago de Cuba    | 13:0      | Artemisa    |
| Cándido González | Camagüey    | Sancti Spíritus     | 2:6       | Camagüey    |
| Augusto César Sandino | Villa Clara | Ciego de Ávila      | 0:10      | Villa Clara |
| Julio Antonio Mella | Las Tunas   | Isla de la Juventud | 3:6       | Las Tunas   |
| Mártires de Barbardos | Granma      | Guantánamo          | 3:4       | Granma      |
| Victoria de Girón | Matanzas    | Pinar del Río       | 3:2       | Matanzas    |
| Nelson Fernández | Mayabeque   | Holguín             | 1:0       | Mayabeque   |

| \| Estadio \| Provincia \| Visitante \| Resultado \| Local \| \| --------------------- \| ----------- \| ------------------- \| ----------------------------------------------------------------------------------------------------- \| ----------- \| \| 5 de Septiembre \| Cienfuegos \| Industriales \| 5:3 (enlace roto disponible en Internet Archive; véase el historial, la primera versión y la última). \| Cienfuegos \| \| Tricontinental \| Artemisa \| Santiago de Cuba \| 12:3 \| Artemisa \| \| Cándido González \| Camagüey \| Sancti Spíritus \| 4:2 \| Camagüey \| \| Augusto César Sandino \| Villa Clara \| Ciego de Ávila \| 5:7 \| Villa Clara \| \| Julio Antonio Mella \| Las Tunas \| Isla de la Juventud \| 3:2 \| Las Tunas \| \| Mártires de Barbardos \| Granma \| Guantánamo \| 4:8 \| Granma \| \| Victoria de Girón \| Matanzas \| Pinar del Río \| 6:10 \| Matanzas \| \| Nelson Fernández \| Mayabeque \| Holguín \| 6:2 \| Mayabeque \| |             |                     | |             |
| Estadio | Provincia   | Visitante           | Resultado                                                                                             | Local       |
| 5 de Septiembre | Cienfuegos  | Industriales        | 5:3 (enlace roto disponible en Internet Archive; véase el historial, la primera versión y la última). | Cienfuegos  |
| Tricontinental | Artemisa    | Santiago de Cuba    | 12:3                                                                                                  | Artemisa    |
| Cándido González | Camagüey    | Sancti Spíritus     | 4:2                                                                                                   | Camagüey    |
| Augusto César Sandino | Villa Clara | Ciego de Ávila      | 5:7                                                                                                   | Villa Clara |
| Julio Antonio Mella | Las Tunas   | Isla de la Juventud | 3:2                                                                                                   | Las Tunas   |
| Mártires de Barbardos | Granma      | Guantánamo          | 4:8                                                                                                   | Granma      |
| Victoria de Girón | Matanzas    | Pinar del Río       | 6:10                                                                                                  | Matanzas    |
| Nelson Fernández | Mayabeque   | Holguín             | 6:2                                                                                                   | Mayabeque   |

| \| Estadio \| Provincia \| Visitante \| Resultado \| Local \| \| --------------------- \| ----------- \| ------------------- \| --------- \| ----------- \| \| 5 de Septiembre \| Cienfuegos \| Industriales \| 16:1 \| Cienfuegos \| \| 26 de Julio \| Artemisa \| Santiago de Cuba \| 2:12 \| Artemisa \| \| Cándido González \| Camagüey \| Sancti Spíritus \| 2:4 \| Camagüey \| \| Augusto César Sandino \| Villa Clara \| Ciego de Ávila \| 0:2 \| Villa Clara \| \| Julio Antonio Mella \| Las Tunas \| Isla de la Juventud \| 2:12 \| Las Tunas \| \| Mártires de Barbardos \| Granma \| Guantánamo \| 0:5 \| Granma \| \| Victoria de Girón \| Matanzas \| Pinar del Río \| 3:5 \| Matanzas \| \| Nelson Fernández \| Mayabeque \| Holguín \| 7:3 \| Mayabeque \| |             |                     |           |             |
| Estadio | Provincia   | Visitante           | Resultado | Local       |
| 5 de Septiembre | Cienfuegos  | Industriales        | 16:1      | Cienfuegos  |
| 26 de Julio | Artemisa    | Santiago de Cuba    | 2:12      | Artemisa    |
| Cándido González | Camagüey    | Sancti Spíritus     | 2:4       | Camagüey    |
| Augusto César Sandino | Villa Clara | Ciego de Ávila      | 0:2       | Villa Clara |
| Julio Antonio Mella | Las Tunas   | Isla de la Juventud | 2:12      | Las Tunas   |
| Mártires de Barbardos | Granma      | Guantánamo          | 0:5       | Granma      |
| Victoria de Girón | Matanzas    | Pinar del Río       | 3:5       | Matanzas    |
| Nelson Fernández | Mayabeque   | Holguín             | 7:3       | Mayabeque   |

| \| Estadio \| Provincia \| Visitante \| Resultado \| Local \| \| --------------------- \| --------------- \| ------------------- \| --------- \| --------------- \| \| Capitán San Luis \| Pinar del Río \| Santiago de Cuba \| 8:1 \| Pinar del Río \| \| 5 de Septiembre \| Cienfuegos \| Granma \| 1:3 \| Cienfuegos \| \| Cándido González \| Camagüey \| Las Tunas \| 5:4 \| Camagüey \| \| Augusto César Sandino \| Villa Clara \| Holguín \| 6:1 \| Villa Clara \| \| Nguyen Van Troi \| Guantánamo \| Isla de la Juventud \| 10:3 \| Guantánamo \| \| José Ramón Cepero \| Ciego de Ávila \| Industriales \| 2:3 \| Ciego de Ávila \| \| José Antonio Huelga \| Sancti Spíritus \| Artemisa \| 2:1 \| Sancti Spíritus \| \| Nelson Fernández \| Mayabeque \| Matanzas \| 4:3 \| Mayabeque \| |                 |                     |           |                 |
| Estadio | Provincia       | Visitante           | Resultado | Local           |
| Capitán San Luis | Pinar del Río   | Santiago de Cuba    | 8:1       | Pinar del Río   |
| 5 de Septiembre | Cienfuegos      | Granma              | 1:3       | Cienfuegos      |
| Cándido González | Camagüey        | Las Tunas           | 5:4       | Camagüey        |
| Augusto César Sandino | Villa Clara     | Holguín             | 6:1       | Villa Clara     |
| Nguyen Van Troi | Guantánamo      | Isla de la Juventud | 10:3      | Guantánamo      |
| José Ramón Cepero | Ciego de Ávila  | Industriales        | 2:3       | Ciego de Ávila  |
| José Antonio Huelga | Sancti Spíritus | Artemisa            | 2:1       | Sancti Spíritus |
| Nelson Fernández | Mayabeque       | Matanzas            | 4:3       | Mayabeque       |

| \| Estadio \| Provincia \| Visitante \| Resultado \| Local \| \| ------------------- \| --------------- \| ------------------- \| --------- \| --------------- \| \| Capitán San Luis \| Pinar del Río \| Santiago de Cuba \| 1:7 \| Pinar del Río \| \| 5 de Septiembre \| Cienfuegos \| Granma \| 7:14 \| Cienfuegos \| \| Cándido González \| Camagüey \| Las Tunas \| 1:0 \| Camagüey \| \| Vicente Tomas Veliz \| Villa Clara \| Holguín \| 2:3 \| Villa Clara \| \| Nguyen Van Troi \| Guantánamo \| Isla de la Juventud \| 3:1 \| Guantánamo \| \| José Ramón Cepero \| Ciego de Ávila \| 'Industriales \| 10:8 \| Ciego de Ávila \| \| José Antonio Huelga \| Sancti Spíritus \| Artemisa \| 7:1 \| Sancti Spíritus \| \| Nelson Fernández \| Mayabeque \| Matanzas \| 3:6 \| Mayabeque \| |                 |                     |           |                 |
| Estadio | Provincia       | Visitante           | Resultado | Local           |
| Capitán San Luis | Pinar del Río   | Santiago de Cuba    | 1:7       | Pinar del Río   |
| 5 de Septiembre | Cienfuegos      | Granma              | 7:14      | Cienfuegos      |
| Cándido González | Camagüey        | Las Tunas           | 1:0       | Camagüey        |
| Vicente Tomas Veliz | Villa Clara     | Holguín             | 2:3       | Villa Clara     |
| Nguyen Van Troi | Guantánamo      | Isla de la Juventud | 3:1       | Guantánamo      |
| José Ramón Cepero | Ciego de Ávila  | 'Industriales       | 10:8      | Ciego de Ávila  |
| José Antonio Huelga | Sancti Spíritus | Artemisa            | 7:1       | Sancti Spíritus |
| Nelson Fernández | Mayabeque       | Matanzas            | 3:6       | Mayabeque       |

| \| Estadio \| Provincia \| Visitante \| Resultado \| Local \| \| --------------------- \| --------------- \| ------------------- \| --------- \| --------------- \| \| Capitán San Luis \| Pinar del Río \| Santiago de Cuba \| 1:3 \| Pinar del Río \| \| 5 de Septiembre \| Cienfuegos \| Granma \| 5:6 \| Cienfuegos \| \| Cándido González \| Camagüey \| Las Tunas \| 0:4 \| Camagüey \| \| Augusto César Sandino \| Villa Clara \| Holguín \| 6:4 \| Villa Clara \| \| Nguyen Van Troi \| Guantánamo \| Isla de la Juventud \| 4:13 \| Guantánamo \| \| José Ramón Cepero \| Ciego de Ávila \| Industriales \| 0:5 \| Ciego de Ávila \| \| José Antonio Huelga \| Sancti Spíritus \| Artemisa \| 3:2 \| Sancti Spíritus \| \| Nelson Fernández \| Mayabeque \| Matanzas \| 13:10 \| Mayabeque \| |                 |                     |           |                 |
| Estadio | Provincia       | Visitante           | Resultado | Local           |
| Capitán San Luis | Pinar del Río   | Santiago de Cuba    | 1:3       | Pinar del Río   |
| 5 de Septiembre | Cienfuegos      | Granma              | 5:6       | Cienfuegos      |
| Cándido González | Camagüey        | Las Tunas           | 0:4       | Camagüey        |
| Augusto César Sandino | Villa Clara     | Holguín             | 6:4       | Villa Clara     |
| Nguyen Van Troi | Guantánamo      | Isla de la Juventud | 4:13      | Guantánamo      |
| José Ramón Cepero | Ciego de Ávila  | Industriales        | 0:5       | Ciego de Ávila  |
| José Antonio Huelga | Sancti Spíritus | Artemisa            | 3:2       | Sancti Spíritus |
| Nelson Fernández | Mayabeque       | Matanzas            | 13:10     | Mayabeque       |

| \| Estadio \| Provincia \| Visitante \| Resultado \| Local \| \| ----------------------------- \| --------------- \| ------------------- \| ------------------------------------------------------------------------------------------------------ \| --------------- \| \| Capitán San Luis \| Pinar del Río \| Villa Clara \| 8:0 \| Pinar del Río \| \| Capitán San Luis 2.º juego \| Pinar del Río \| Villa Clara \| 0:1 \| Pinar del Río \| \| 5 de Septiembre \| Cienfuegos \| Las Tunas \| 4:1 (enlace roto disponible en Internet Archive; véase el historial, la primera versión y la última). \| Cienfuegos \| \| 5 de Septiembre 2.º juego \| Cienfuegos \| Las Tunas \| 9:1 (enlace roto disponible en Internet Archive; véase el historial, la primera versión y la última). \| Cienfuegos \| \| Latinoamericano \| La Habana \| Holguín \| 3:13 \| Industriales \| \| Latinoamericano 2.º juego \| La Habana \| Holguín \| 1:3 \| Industriales \| \| Victoria de Girón \| Matanzas \| Santiago de Cuba \| 5:1 \| Matanzas \| \| Victoria de Girón 2.º juego \| Matanzas \| Santiago de Cuba \| 2:10 \| Matanzas \| \| Nguyen Van Troi \| Guantánamo \| Camagüey \| 2:3 \| Guantánamo \| \| Nguyen Van Troi 2.º juego \| Guantánamo \| Camagüey \| 12:1 (enlace roto disponible en Internet Archive; véase el historial, la primera versión y la última). \| Guantánamo \| \| José Ramón Cepero \| Ciego de Ávila \| Mayabeque \| 3:5 \| Ciego de Ávila \| \| José Ramón Cepero 2.º juego \| Ciego de Ávila \| Mayabeque \| 6:5 \| Ciego de Ávila \| \| José Antonio Huelga \| Sancti Spíritus \| Isla de la Juventud \| 3:10 \| Sancti Spíritus \| \| José Antonio Huelga 2.º juego \| Sancti Spíritus \| Isla de la Juventud \| 3:4 \| Sancti Spíritus \| \| Mártires de Bayamo \| Granma \| Artemisa \| 1:0 \| Granma \| \| Mártires de Bayamo 2.º juego \| Granma \| Artemisa \| 4:3 \| Granma \| |                 |                     | |                 |
| Estadio | Provincia       | Visitante           | Resultado                                                                                              | Local           |
| Capitán San Luis | Pinar del Río   | Villa Clara         | 8:0 | Pinar del Río   |
| Capitán San Luis 2.º juego | Pinar del Río   | Villa Clara         | 0:1 | Pinar del Río   |
| 5 de Septiembre | Cienfuegos      | Las Tunas           | 4:1 (enlace roto disponible en Internet Archive; véase el historial, la primera versión y la última).  | Cienfuegos      |
| 5 de Septiembre 2.º juego | Cienfuegos      | Las Tunas           | 9:1 (enlace roto disponible en Internet Archive; véase el historial, la primera versión y la última).  | Cienfuegos      |
| Latinoamericano | La Habana       | Holguín             | 3:13                                                                                                   | Industriales    |
| Latinoamericano 2.º juego | La Habana       | Holguín             | 1:3 | Industriales    |
| Victoria de Girón | Matanzas        | Santiago de Cuba    | 5:1 | Matanzas        |
| Victoria de Girón 2.º juego | Matanzas        | Santiago de Cuba    | 2:10                                                                                                   | Matanzas        |
| Nguyen Van Troi | Guantánamo      | Camagüey            | 2:3 | Guantánamo      |
| Nguyen Van Troi 2.º juego | Guantánamo      | Camagüey            | 12:1 (enlace roto disponible en Internet Archive; véase el historial, la primera versión y la última). | Guantánamo      |
| José Ramón Cepero | Ciego de Ávila  | Mayabeque           | 3:5 | Ciego de Ávila  |
| José Ramón Cepero 2.º juego | Ciego de Ávila  | Mayabeque           | 6:5 | Ciego de Ávila  |
| José Antonio Huelga | Sancti Spíritus | Isla de la Juventud | 3:10                                                                                                   | Sancti Spíritus |
| José Antonio Huelga 2.º juego | Sancti Spíritus | Isla de la Juventud | 3:4 | Sancti Spíritus |
| Mártires de Bayamo | Granma          | Artemisa            | 1:0 | Granma          |
| Mártires de Bayamo 2.º juego | Granma          | Artemisa            | 4:3 | Granma          |

| \| Estadio \| Provincia \| Visitante \| Resultado \| Local \| \| ------------------- \| --------------- \| ------------------- \| ------------------------------------------------------------------------------------------------------ \| --------------- \| \| Capitán San Luis \| Pinar del Río \| Villa Clara \| [No celebrado] \| Pinar del Río \| \| 5 de Septiembre \| Cienfuegos \| Las Tunas \| 10:5 \| Cienfuegos \| \| Latinoamericano \| La Habana \| Holguín \| 3:8 \| Industriales \| \| Victoria de Girón \| Matanzas \| Santiago de Cuba \| 6:1 \| Matanzas \| \| Nguyen Van Troi \| Guantánamo \| Camagüey \| 5:6 \| Guantánamo \| \| José Ramón Cepero \| Ciego de Ávila \| Mayabeque \| 1:11 (enlace roto disponible en Internet Archive; véase el historial, la primera versión y la última). \| Ciego de Ávila \| \| José Antonio Huelga \| Sancti Spíritus \| Isla de la Juventud \| 9:2 \| Sancti Spíritus \| \| Mártires de Bayamo \| Granma \| Artemisa \| 2:5 \| Granma \| |                 |                     | |                 |
| Estadio | Provincia       | Visitante           | Resultado                                                                                              | Local           |
| Capitán San Luis | Pinar del Río   | Villa Clara         | [No celebrado]                                                                                         | Pinar del Río   |
| 5 de Septiembre | Cienfuegos      | Las Tunas           | 10:5                                                                                                   | Cienfuegos      |
| Latinoamericano | La Habana       | Holguín             | 3:8 | Industriales    |
| Victoria de Girón | Matanzas        | Santiago de Cuba    | 6:1 | Matanzas        |
| Nguyen Van Troi | Guantánamo      | Camagüey            | 5:6 | Guantánamo      |
| José Ramón Cepero | Ciego de Ávila  | Mayabeque           | 1:11 (enlace roto disponible en Internet Archive; véase el historial, la primera versión y la última). | Ciego de Ávila  |
| José Antonio Huelga | Sancti Spíritus | Isla de la Juventud | 9:2 | Sancti Spíritus |
| Mártires de Bayamo | Granma          | Artemisa            | 2:5 | Granma          |

### Juegos pendientes
| \| Estadio \| Provincia \| Visitante \| Resultado \| Local \| \| --------------------- \| ------------- \| ----------- \| --------- \| ------------- \| \| Augusto César Sandino \| Villa Clara \| Matanzas \| 2:1 \| Villa Clara \| \| Latinoamericano \| La Habana \| Las Tunas \| 6:10 \| Industriales \| \| Latinoamericano \| La Habana \| Las Tunas \| 4:3 \| Industriales \| \| Capitán San Luis \| Pinar del Río \| Villa Clara \| 1:0 \| Pinar del Río \| \| Nelson Fernández \| Mayabeque \| Villa Clara \| 1:10 \| Mayabeque \| \| Latinoamericano \| La Habana \| Granma \| 5:4 \| Industriales \| |               |             |           |               |
| Estadio | Provincia     | Visitante   | Resultado | Local         |
| Augusto César Sandino | Villa Clara   | Matanzas    | 2:1       | Villa Clara   |
| Latinoamericano | La Habana     | Las Tunas   | 6:10      | Industriales  |
| Latinoamericano | La Habana     | Las Tunas   | 4:3       | Industriales  |
| Capitán San Luis | Pinar del Río | Villa Clara | 1:0       | Pinar del Río |
| Nelson Fernández | Mayabeque     | Villa Clara | 1:10      | Mayabeque     |
| Latinoamericano | La Habana     | Granma      | 5:4       | Industriales  |

## Posición de los equipos
Clasificación para la 2.ª ronda
(Actualizado hasta el 5 de enero de 2014)
| Posición | Equipos             | Estado | JJ | JG | JP | JE | Ave | Dif  | Nro. mágico |
| -------- | ------------------- | ------ | -- | -- | -- | -- | --- | ---- | ----------- |
| 1.       | Industriales        |        | 45 | 28 | 17 | 0  | 622 | -    | C           |
| 2.       | Matanzas            |        | 45 | 28 | 17 | 0  | 622 | -    | C           |
| 3.       | Villa Clara         |        | 45 | 27 | 18 | 0  | 600 | 1.0  | C           |
| 4.       | Isla de la Juventud |        | 45 | 27 | 18 | 0  | 600 | 1.5  | C           |
| 5.       | Pinar del Río       |        | 45 | 26 | 19 | 0  | 578 | 2.0  | C           |
| 6.       | Holguín             |        | 45 | 25 | 20 | 0  | 556 | 3.0  | C           |
| 7.       | Santiago de Cuba    |        | 45 | 24 | 21 | 0  | 533 | 4.0  | C           |
| 8.       | Artemisa            |        | 45 | 24 | 21 | 0  | 533 | 4.0  | C           |
| 9.       | Ciego de Ávila      |        | 45 | 24 | 21 | 0  | 533 | 4.0  | E           |
| 10.      | Las Tunas           |        | 45 | 22 | 23 | 0  | 489 | 6.0  | E           |
| 11.      | Mayabeque           |        | 45 | 21 | 24 | 0  | 467 | 7.0  | E           |
| 12.      | Granma              |        | 45 | 20 | 25 | 0  | 444 | 8.0  | E           |
| 13.      | Cienfuegos          |        | 45 | 18 | 27 | 0  | 400 | 10.0 | E           |
| 14.      | Camagüey            |        | 45 | 17 | 28 | 0  | 378 | 11.0 | E           |
| 15.      | Guantánamo          |        | 45 | 15 | 30 | 0  | 333 | 13.0 | E           |
| 16.      | Sancti Spíritus     |        | 45 | 14 | 31 | 0  | 311 | 14.0 | E           |

- En la fase de clasificación, clasifican los 8 primeros equipos señalados en gris. El resto está momentáneamente fuera de la zona de clasificación.

- Leyenda 
 C = Clasificado
E = Eliminado

|  | En zona de clasificación para la 2.ª fase grupos de la 53 Serie Nacional de Béisbol.   |
|  | Fuera de la zona de clasificación para la 2.ª fase de la 53 Serie Nacional de Béisbol. |

## Líderes individuales
Líderes de la etapa clasificatoria

### Bateo
| Liderato            | Nombre y apellidos           | Equipo              | Número |
| ------------------- | ---------------------------- | ------------------- | ------ |
| Ave                 | Maikel Cáceres Dorcinet      | Holguín             | 400    |
| Carreras            | Héctor Hernández             | Camagüey            | 37     |
| Hit                 | Maikel Cáceres Dorcinet      | Holguín             | 70     |
| Dobles              | Maikel Cáceres Dorcinet      | Holguín             | 19     |
| Triples             | Alejandro Jaime Ortiz Arias  | Isla de la Juventud | 5      |
| Jonrones            | Dary Reinier Bartolomé Vega  | Camagüey            | 8      |
| Sluguin             | Maikel Cáceres Dorcinet      | Holguín             | 537    |
| Bases robadas       | Luis Yander La O Camacho     | Santiago de Cuba    | 17     |
| Cogido robando      | Julio David Góngora Landrove | Holguín             | 7      |
|                     | Víctor Muñoz Duthiell        | Artemisa            | 7      |
|                     | Leonelkis Escalante Lora     | Guantánamo          | 7      |
|                     | Yuniesky Larduet Domínguez   | Las Tunas           | 7      |
|                     | Robersis Ramos Aragón        | Sancti Spíritus     | 7      |
| Carreras impulsadas | Yadiel Hernández González    | Matanzas            | 38     |
| Pelotazos recibidos | Rubén Valdés Expósito        | Ciego de Ávila      | 9      |
|                     | William Luis Campillo        | Camagüey            | 9      |
| Bases por bolas     | Alfredo Despaigne Rodríguez  | Granma              | 50     |
| Ponches recibidos   | Lisbán Correa Sánchez        | Industriales        | 37     |

### Pitcheo
| Liderato | Nombre y apellidos          | Equipo         | Número |
| -------- | --------------------------- | -------------- | ------ |
| PRO      | Frank Monthiet Herrera      | Industriales   | 1.000  |
| PCL      | Julio Alfredo Martínez Wong | Pinar del Río  | 1.23   |
| JL       | Yadiel Rabit González       | Ciego de Ávila | 24     |
| JI       | Yasiel Morales Yera         | Ciego de Ávila | 12     |
|          | Vladimir García             | Ciego de Ávila | 12     |
|          | Yoelkis Cruz Rondón         | Las Tunas      | 12     |
| JC       | Lázaro Blanco Matos         | Granma         | 2      |
| JR       | Yadiel Rabit González       | Ciego de Ávila | 24     |
| JG       | Yosvani Torres Gómez        | Pinar del Río  | 7      |
| JP       | Rogelio Quesada             | Mayabeque      | 7      |
|          | José Armando Peña Rodríguez | Granma         | 7      |
| L        | 7 con                       | -              | 1      |
| JS       | José Ángel García Sánchez   | Artemisa       | 15     |
| INN      | Norge Luis Ruiz Loyola      | Camagüey       | 79.0   |
| SO       | Ariel Miranda Gil           | Mayabeque      | 73     |
| BB       | Darien Núñez Arias          | Las Tunas      | 43     |

## 2.ª ronda

### Refuerzos de la 2.ª ronda
El jueves 10 de enero de 2014 se eligieron algunos jugadores de los equipos eliminados para formar parte de la nómina de los equipos clasificados como refuerzos. Cada equipo clasificado eligió 5 jugadores. Se eligieron 22 pitchers y 18 bateadores.

Los refuerzos se comportaron como sigue: Ciego de Ávila y Granma con 7; Las Tunas y Camagüey con 6; Mayabeque con 5; Sancti Spíritus con 4; Guantánamo con 3 y Cienfuegos con 2.
| Refuerzos |  |  |  |                       |
| Lanzadores - Ismel Jiménez - Alaín Tamayo Jugadores de cuadro - Yorbis Borroto Receptor - Rudelis García Jardineros - William Luis |  |  |  | Director - Ramón Moré |

| Refuerzos                                                                                                 |  |  |  |                             |
| Lanzadores - Vladimir García - Yormanis Socarrás Jardineros - Giorvis Duvergel - Denis Laza - Roel Santos |  |  |  | Director - Alfonso Urquiola |

| Refuerzos |  |  |  |                       |
| Lanzadores - Ismel Jiménez - Alaín Tamayo Jugadores de cuadro - Yorbis Borroto Receptor - Rudelis García Jardineros - William Luis |  |  |  | Director - Ramón Moré |

| Refuerzos                                                                                                 |  |  |  |                             |
| Lanzadores - Vladimir García - Yormanis Socarrás Jardineros - Giorvis Duvergel - Denis Laza - Roel Santos |  |  |  | Director - Alfonso Urquiola |

| Refuerzos                                                                                                 |  |  |  |                          |
| Lanzadores - Noelvis Entenza - Vicyohandri Odelín - Leorisbel Sánchez - Alexander Rodríguez - Elián Leyva |  |  |  | Director - Lázaro Vargas |

| Refuerzos |  |  |  |  |                            |
| Lanzadores - Ariel Miranda - Yudiel Rodríguez - Frank Navarro Jardineros - Yoelvis Fiss Jugadores de cuadro - Marino Luis |  |  |  |  | Director - Armando Johnson |

| Refuerzos                                                                                                 |  |  |  |                          |
| Lanzadores - Noelvis Entenza - Vicyohandri Odelín - Leorisbel Sánchez - Alexander Rodríguez - Elián Leyva |  |  |  | Director - Lázaro Vargas |

| Refuerzos |  |  |  |  |                            |
| Lanzadores - Ariel Miranda - Yudiel Rodríguez - Frank Navarro Jardineros - Yoelvis Fiss Jugadores de cuadro - Marino Luis |  |  |  |  | Director - Armando Johnson |

| Refuerzos |  |  |  |                            |
| Lanzadores - Dachel Duquesne Receptores - Yosvani Alarcón Jardineros - Frederich Cepeda - Jorge Jhonson Jugadores de cuadro - Alexander Ayala |  |  |  | Director - Dany Valdespino |

| Refuerzos                                                                                                |  |  |  |  |                        |
| Lanzadores - Yoelkis Cruz - Carlos Juan Viera - Lázaro Blanco - Mario Batista Receptores - Eriel Sánchez |  |  |  |  | Director - Víctor Mesa |

| Refuerzos |  |  |  |                            |
| Lanzadores - Dachel Duquesne Receptores - Yosvani Alarcón Jardineros - Frederich Cepeda - Jorge Jhonson Jugadores de cuadro - Alexander Ayala |  |  |  | Director - Dany Valdespino |

| Refuerzos                                                                                                |  |  |  |  |                        |
| Lanzadores - Yoelkis Cruz - Carlos Juan Viera - Lázaro Blanco - Mario Batista Receptores - Eriel Sánchez |  |  |  |  | Director - Víctor Mesa |

| Refuerzos |  |  |  |                                |
| Lanzadores - Yander Guevara - Alberto Soto - Yadir Rabí Jardineros - Alfredo Despaigne Jugadores de cuadro - Yunier Mendoza (Lesionado) - Michael González |  |  |  | Director - Luis Danilo Larduet |

| Refuerzos |  |  |  |  |                             |
| Lanzadores - Norge Luis Ruiz - Leinier Rodríguez Jugadores de cuadro - Yordanis Samón - Danel Castro - Guillermo Avilés |  |  |  |  | Director - Irochis Bartutis |

| Refuerzos |  |  |  |                                |
| Lanzadores - Yander Guevara - Alberto Soto - Yadir Rabí Jardineros - Alfredo Despaigne Jugadores de cuadro - Yunier Mendoza (Lesionado) - Michael González |  |  |  | Director - Luis Danilo Larduet |

| Refuerzos |  |  |  |  |                             |
| Lanzadores - Norge Luis Ruiz - Leinier Rodríguez Jugadores de cuadro - Yordanis Samón - Danel Castro - Guillermo Avilés |  |  |  |  | Director - Irochis Bartutis |

Leyenda
 Jugador reemplazado
  Jugador seleccionado por el reemplazo

### Clasificación para los playoffs
Desempeño en la 2.ª fase.

(Actualizado 21 de enero de 2014)
| Posición | Equipos             | Estado | JJ | JG | JP | JE | Ave  | Dif | Nro Mágico |
| -------- | ------------------- | ------ | -- | -- | -- | -- | ---- | --- | ---------- |
| 1.       | Pinar del Río       |        | 6  | 6  | 0  | 0  | 1000 | -   | -          |
| 2.       | Artemisa            |        | 6  | 4  | 2  | 0  | 667  | 2.0 | -          |
| 3.       | Villa Clara         |        | 6  | 4  | 2  | 0  | 667  | 2.0 | -          |
| 4.       | Matanzas            |        | 6  | 4  | 2  | 0  | 667  | 2.0 | -          |
| 5.       | Holguín             |        | 6  | 3  | 3  | 0  | 500  | 3.0 | -          |
| 6.       | Industriales        |        | 6  | 2  | 4  | 0  | 333  | 4.0 | -          |
| 7.       | Isla de la Juventud |        | 6  | 1  | 5  | 0  | 167  | 5.0 | -          |
| 8.       | Santiago de Cuba    |        | 6  | 0  | 6  | 0  | 0    | 6.0 | -          |

### Estado general de los equipos
| Posición | Equipos             | Estado | JJ | JG | JP | JE | Ave | Dif | Nro Mágico |
| -------- | ------------------- | ------ | -- | -- | -- | -- | --- | --- | ---------- |
| 1.       | Matanzas            |        | 51 | 32 | 19 | 0  | 627 | -   | -          |
| 2.       | Pinar del Río       |        | 51 | 32 | 19 | 0  | 627 | -   | -          |
| 3.       | Villa Clara         |        | 51 | 31 | 20 | 0  | 608 | 1.0 | -          |
| 4.       | Industriales        |        | 51 | 30 | 21 | 0  | 588 | 2.0 | -          |
| 5.       | Artemisa            |        | 51 | 28 | 23 | 0  | 549 | 4.0 | -          |
| 6.       | Holguín             |        | 51 | 28 | 23 | 0  | 549 | 4.0 | -          |
| 7.       | Isla de la Juventud |        | 51 | 28 | 23 | 0  | 549 | 4.0 | -          |
| 8.       | Santiago de Cuba    |        | 51 | 24 | 27 | 0  | 471 | 8.0 | -          |

- En la 2.ª fase clasificación, clasifican los 4 primeros equipos señalados en gris. El resto está momentáneamente fuera de la zona de clasificación.

|  | En zona de clasificación para los Play Off de la 53 Serie Nacional de Béisbol.          |
|  | Fuera de la zona de clasificación para los Play Off de la 53 Serie Nacional de Béisbol. |

### Líderes individuales
Líderes de la 2.ª etapa

#### Bateo
| Liderato            | Nombre y apellidos          | Equipo              | Número |
| ------------------- | --------------------------- | ------------------- | ------ |
| Ave                 | Maikel Cáceres Dorcinet     | Holguín             | 421    |
| Carreras            | Roel Santos Martínez        | Pinar del Río       | 43     |
|                     | Maikel Cáceres Dorcinet     | Holguín             | 43     |
| Hit                 | Maikel Cáceres Dorcinet     | Holguín             | 83     |
| Dobles              | Maikel Cáceres Dorcinet     | Holguín             | 22     |
| Triples             | Alejandro Jaime Ortiz Arias | Isla de la Juventud | 5      |
| Jonrones            | Alfredo Despaigne Rodríguez | Santiago de Cuba    | 9      |
| Sluguin             | Maikel Cáceres Dorcinet     | Holguín             | 569    |
| Bases robadas       | Luis Yander La O Camacho    | Santiago de Cuba    | 18     |
| Cogido robando      | 6 jugadores con 7           |                     |        |
| Carreras impulsadas | Yadiel Hernández González   | Matanzas            | 46     |
| Pelotazos recibidos | Rubén Valdés Expósito       | Ciego de Ávila      | 9      |
|                     | William Luis Campillo       | Villa Clara         | 9      |
| Bases por bolas     | Frederich Cepeda Cruz       | Artemisa            | 56     |
| Ponches recibidos   | Lisbán Correa Sánchez       | Industriales        | 42     |

#### Pitcheo
| Liderato | Nombre y apellidos          | Equipo              | Número |
| -------- | --------------------------- | ------------------- | ------ |
| PRO      | Frank Monthiet Herrera      | Industriales        | 1.000  |
| PCL      | Frank Monthiet Herrera      | Industriales        | 1.28   |
| JL       | Yadiel Rabit González       | Santiago de Cuba    | 26     |
| JI       | Yoelkis Cruz Rondón         | Matanzas            | 14     |
|          | Vladimir García             | Pinar del Río       | 14     |
| JC       | Lázaro Blanco Matos         | Matanzas            | 2      |
|          | Vladimir García             | Pinar del Río       | 2      |
| JR       | Yadiel Rabit González       | Santiago de Cuba    | 26     |
| JG       | Yosvani Torres Gómez        | Pinar del Río       | 8      |
| JP       | Rogelio Quesada             | Mayabeque           | 7      |
|          | José Armando Peña Rodríguez | Granma              | 7      |
|          | Luis Manuel Suárez Aldana   | Isla de la Juventud | 7      |
|          | Ismel Jiméndez              | Villa Clara         | 7      |
| L        | 7 con                       | -                   | 1      |
| JS       | José Ángel García Sánchez   | Artemisa            | 18     |
| INN      | Yoelkis Cruz Rondón         | Matanzas            | 92.0   |
| SO       | Ariel Miranda Gil           | Isla de la Juventud | 80     |
| BB       | Darien Núñez Arias          | Las Tunas           | 43     |
|          | Noelvis Entenza González    | Industriales        | 43     |

### Partidos 2.ª fase
| \| Estadio \| Provincia \| Visitante \| Resultado \| Local \| \| --------------------- \| ------------- \| ------------------- \| ----------------------------------------------------------------------------------------------------- \| ------------- \| \| Augusto César Sandino \| Villa Clara \| Isla de la Juventud \| 5:3 \| Villa Clara \| \| Capitán San Luis \| Pinar del Río \| Santiago de Cuba \| 4:6 (enlace roto disponible en Internet Archive; véase el historial, la primera versión y la última). \| Pinar del Río \| \| Gral Calixto García \| Holguín \| Industriales \| 3:2 \| Holguín \| \| 26 de julio \| Artemisa \| Matanzas \| 3:6 \| Artemisa \| |               |                     | |               |
| Estadio | Provincia     | Visitante           | Resultado                                                                                             | Local         |
| Augusto César Sandino | Villa Clara   | Isla de la Juventud | 5:3                                                                                                   | Villa Clara   |
| Capitán San Luis | Pinar del Río | Santiago de Cuba    | 4:6 (enlace roto disponible en Internet Archive; véase el historial, la primera versión y la última). | Pinar del Río |
| Gral Calixto García | Holguín       | Industriales        | 3:2                                                                                                   | Holguín       |
| 26 de julio | Artemisa      | Matanzas            | 3:6                                                                                                   | Artemisa      |

| \| Estadio \| Provincia \| Visitante \| Resultado \| Local \| \| --------------------- \| ------------- \| ------------------- \| ----------------------------------------------------------------------------------------------------- \| ------------- \| \| Augusto César Sandino \| Villa Clara \| Isla de la Juventud \| 3:4 \| Villa Clara \| \| Capitán San Luis \| Pinar del Río \| Santiago de Cuba \| 2:3 \| Pinar del Río \| \| Gral Calixto García \| Holguín \| Industriales \| 2:3 (enlace roto disponible en Internet Archive; véase el historial, la primera versión y la última). \| Holguín \| \| 26 de julio \| Artemisa \| Matanzas \| 2:4 \| Artemisa \| |               |                     | |               |
| Estadio | Provincia     | Visitante           | Resultado                                                                                             | Local         |
| Augusto César Sandino | Villa Clara   | Isla de la Juventud | 3:4                                                                                                   | Villa Clara   |
| Capitán San Luis | Pinar del Río | Santiago de Cuba    | 2:3                                                                                                   | Pinar del Río |
| Gral Calixto García | Holguín       | Industriales        | 2:3 (enlace roto disponible en Internet Archive; véase el historial, la primera versión y la última). | Holguín       |
| 26 de julio | Artemisa      | Matanzas            | 2:4                                                                                                   | Artemisa      |

| \| Estadio \| Provincia \| Visitante \| Resultado \| Local \| \| --------------------- \| ------------- \| ------------------- \| ----------------------------------------------------------------------------------------------------- \| ------------- \| \| Augusto César Sandino \| Villa Clara \| Isla de la Juventud \| 1:10 \| Villa Clara \| \| Capitán San Luis \| Pinar del Río \| Santiago de Cuba \| 4:7 \| Pinar del Río \| \| Gral Calixto García \| Holguín \| Industriales \| 2:6 (enlace roto disponible en Internet Archive; véase el historial, la primera versión y la última). \| Holguín \| \| 26 de julio \| Artemisa \| Matanzas \| 6:1 \| Artemisa \| |               |                     | |               |
| Estadio | Provincia     | Visitante           | Resultado                                                                                             | Local         |
| Augusto César Sandino | Villa Clara   | Isla de la Juventud | 1:10                                                                                                  | Villa Clara   |
| Capitán San Luis | Pinar del Río | Santiago de Cuba    | 4:7                                                                                                   | Pinar del Río |
| Gral Calixto García | Holguín       | Industriales        | 2:6 (enlace roto disponible en Internet Archive; véase el historial, la primera versión y la última). | Holguín       |
| 26 de julio | Artemisa      | Matanzas            | 6:1                                                                                                   | Artemisa      |

| \| Estadio \| Provincia \| Visitante \| Resultado \| Local \| \| ------------------- \| ------------------- \| ---------------- \| --------- \| ------------------- \| \| Latinoamericano \| La Habana \| Villa Clara \| 1:8 \| Industriales \| \| Cristóbal Labra \| Isla de la Juventud \| Pinar del Río \| 9:3 \| Isla de la Juventud \| \| Gral Calixto García \| Holguín \| Artemisa \| 6:7 \| Holguín \| \| Victoria de Girón \| Matanzas \| Santiago de Cuba \| 2:11 \| Matanzas \| |                     |                  |           |                     |
| Estadio | Provincia           | Visitante        | Resultado | Local               |
| Latinoamericano | La Habana           | Villa Clara      | 1:8       | Industriales        |
| Cristóbal Labra | Isla de la Juventud | Pinar del Río    | 9:3       | Isla de la Juventud |
| Gral Calixto García | Holguín             | Artemisa         | 6:7       | Holguín             |
| Victoria de Girón | Matanzas            | Santiago de Cuba | 2:11      | Matanzas            |

| \| Estadio \| Provincia \| Visitante \| Resultado \| Local \| \| ------------------- \| ------------------- \| ---------------- \| --------- \| ------------------- \| \| Latinoamericano \| La Habana \| Villa Clara \| 13:3 \| Industriales \| \| Cristóbal Labra \| Isla de la Juventud \| Pinar del Río \| 11:4 \| Isla de la Juventud \| \| Gral Calixto García \| Holguín \| Artemisa \| 7:6 \| Holguín \| \| Victoria de Girón \| Matanzas \| Santiago de Cuba \| 3:4 \| Matanzas \| |                     |                  |           |                     |
| Estadio | Provincia           | Visitante        | Resultado | Local               |
| Latinoamericano | La Habana           | Villa Clara      | 13:3      | Industriales        |
| Cristóbal Labra | Isla de la Juventud | Pinar del Río    | 11:4      | Isla de la Juventud |
| Gral Calixto García | Holguín             | Artemisa         | 7:6       | Holguín             |
| Victoria de Girón | Matanzas            | Santiago de Cuba | 3:4       | Matanzas            |

| \| Estadio \| Provincia \| Visitante \| Resultado \| Local \| \| ------------------- \| ------------------- \| ---------------- \| --------- \| ------------------- \| \| Latinoamericano \| La Habana \| Villa Clara \| 10:4 \| Industriales \| \| Cristóbal Labra \| Isla de la Juventud \| Pinar del Río \| 6:3 \| Isla de la Juventud \| \| Gral Calixto García \| Holguín \| Artemisa \| 8:6 \| Holguín \| \| Victoria de Girón \| Matanzas \| Santiago de Cuba \| 0:1 \| Matanzas \| |                     |                  |           |                     |
| Estadio | Provincia           | Visitante        | Resultado | Local               |
| Latinoamericano | La Habana           | Villa Clara      | 10:4      | Industriales        |
| Cristóbal Labra | Isla de la Juventud | Pinar del Río    | 6:3       | Isla de la Juventud |
| Gral Calixto García | Holguín             | Artemisa         | 8:6       | Holguín             |
| Victoria de Girón | Matanzas            | Santiago de Cuba | 0:1       | Matanzas            |

| \| Estadio \| Provincia \| Visitante \| Resultado \| Local \| \| --------------------- \| ------------- \| ------------------- \| --------- \| ------------- \| \| Latinoamericano \| La Habana \| Matanzas \| [: ] \| Industriales \| \| Capitán San Luis \| Pinar del Río \| Holguín \| [: ] \| Pinar del Río \| \| 26 de julio \| Artemisa \| Isla de la Juventud \| [: ] \| Artemisa \| \| Augusto César Sandino \| Villa Clara \| Santiago de Cuba \| [: ] \| Villa Clara \| |               |                     |           |               |
| Estadio | Provincia     | Visitante           | Resultado | Local         |
| Latinoamericano | La Habana     | Matanzas            | [: ]      | Industriales  |
| Capitán San Luis | Pinar del Río | Holguín             | [: ]      | Pinar del Río |
| 26 de julio | Artemisa      | Isla de la Juventud | [: ]      | Artemisa      |
| Augusto César Sandino | Villa Clara   | Santiago de Cuba    | [: ]      | Villa Clara   |

| \| Estadio \| Provincia \| Visitante \| Resultado \| Local \| \| --------------------- \| ------------- \| ------------------- \| --------- \| ------------- \| \| Latinoamericano \| La Habana \| Matanzas \| [: ] \| Industriales \| \| Capitán San Luis \| Pinar del Río \| Holguín \| [: ] \| Pinar del Río \| \| 26 de julio \| Artemisa \| Isla de la Juventud \| [: ] \| Artemisa \| \| Augusto César Sandino \| Villa Clara \| Santiago de Cuba \| [: ] \| Villa Clara \| |               |                     |           |               |
| Estadio | Provincia     | Visitante           | Resultado | Local         |
| Latinoamericano | La Habana     | Matanzas            | [: ]      | Industriales  |
| Capitán San Luis | Pinar del Río | Holguín             | [: ]      | Pinar del Río |
| 26 de julio | Artemisa      | Isla de la Juventud | [: ]      | Artemisa      |
| Augusto César Sandino | Villa Clara   | Santiago de Cuba    | [: ]      | Villa Clara   |

| \| Estadio \| Provincia \| Visitante \| Resultado \| Local \| \| --------------------- \| ------------- \| ------------------- \| --------- \| ------------- \| \| Latinoamericano \| La Habana \| Matanzas \| [: ] \| Industriales \| \| Capitán San Luis \| Pinar del Río \| Holguín \| [: ] \| Pinar del Río \| \| 26 de julio \| Artemisa \| Isla de la Juventud \| [: ] \| Artemisa \| \| Augusto César Sandino \| Villa Clara \| Santiago de Cuba \| [: ] \| Villa Clara \| |               |                     |           |               |
| Estadio | Provincia     | Visitante           | Resultado | Local         |
| Latinoamericano | La Habana     | Matanzas            | [: ]      | Industriales  |
| Capitán San Luis | Pinar del Río | Holguín             | [: ]      | Pinar del Río |
| 26 de julio | Artemisa      | Isla de la Juventud | [: ]      | Artemisa      |
| Augusto César Sandino | Villa Clara   | Santiago de Cuba    | [: ]      | Villa Clara   |

## Play Off
En la fase de los playoffs, se enfrentan de la 2.ª etapa clasificatoria, el 1.º contra el 4.º y el 2.º contra el 3.º.

### Resultados semifinal y final
|  | Semifinales   | Semifinales   | Semifinales   | Semifinales   | Semifinales | Semifinales | Semifinales | Semifinales | Semifinales |   |          | Final    | Final | Final | Final | Final | Final | Final | Final | Final |  |
|  |               |               |               |               |             |             |             |             |             |   |          |          |       |       |       |       |       |       |       |       |  |
|  |               |               |               |               |             |             |             |             |             |   |          |          |       |       |       |       |       |       |       |       |  |
|  | Matanzas      | Matanzas      | -             | -             | -           | -           | -           | -           | -           |   |          |          |       |       |       |       |       |       |       |       |  |
|  | Matanzas      | Matanzas      | -             | -             | -           | -           | -           | -           | -           |   |          |          |       |       |       |       |       |       |       |       |  |
|  | Industriales  | Industriales  | -             | -             | -           | -           | -           | -           | -           |   |          |          |       |       |       |       |       |       |       |       |  |
|  | Industriales  | Industriales  | -             | -             | -           | -           | -           | -           | -           |   | Matanzas | Matanzas | -     | -     | -     | -     | -     | -     | -     |       |  |
|  |               |               |               |               |             |             |             |             |             |   | Matanzas | Matanzas | -     | -     | -     | -     | -     | -     | -     |       |  |
|  |               |               | Pinar del Río | Pinar del Río | -           | -           | -           | -           | -           | - | -        |          |       |       |       |       |       |       |       |       |  |
|  | Pinar del Río | Pinar del Río | Pinar del Río | Pinar del Río | -           | -           | -           | -           | -           | - | -        | -        | -     | -     | -     | -     | -     | -     |       |       |  |
|  | Pinar del Río | Pinar del Río |               |               |             |             |             |             |             |   |          | -        | -     | -     | -     | -     | -     | -     |       |       |  |
|  | Villa Clara   | Villa Clara   | -             | -             | -           | -           | -           | -           | -           |   |          |          |       |       |       |       |       |       |       |       |  |
|  | Villa Clara   | Villa Clara   | -             | -             | -           | -           | -           | -           | -           |   |          |          |       |       |       |       |       |       |       |       |  |
|  |               |               |               |               |             |             |             |             |             |   |          |          |       |       |       |       |       |       |       |       |  |

### Semifinal
La etapa semifinal se desarrolla con los 4 equipos que se enfrentan en una subserie de 7 juegos a ganar 5. Los equipos ganadores pasan a la fase final por la corona de la Serie Nacional.
| \| Estadio \| Provincia \| Visitante \| Resultado \| Local \| \| ------------------------- \| ------------- \| ------------ \| --------- \| ------------- \| \| Estadio Victoria de Girón \| Matanzas \| Industriales \| \| Matanzas \| \| Estadio Capitán San Luis \| Pinar del Río \| Villa Clara \| \| Pinar del Río \| |               |              |              |               |
| Estadio | Provincia     | Visitante    | Resultado    | Local         |
| Estadio Victoria de Girón | Matanzas      | Industriales | Bandera de ? | Matanzas      |
| Estadio Capitán San Luis | Pinar del Río | Villa Clara  | Bandera de ? | Pinar del Río |

| \| Estadio \| Provincia \| Visitante \| Resultado \| Local \| \| ------- \| --------- \| --------- \| --------- \| ----- \| \| \| \| \| \| \| \| \| \| \| \| \| |              |              |              |              |
| Estadio | Provincia    | Visitante    | Resultado    | Local        |
| Bandera de ? | Bandera de ? | Bandera de ? | Bandera de ? | Bandera de ? |
| Bandera de ? | Bandera de ? | Bandera de ? | Bandera de ? | Bandera de ? |

| \| Estadio \| Provincia \| Visitante \| Resultado \| Local \| \| ------- \| --------- \| --------- \| --------- \| ----- \| \| \| \| \| \| \| \| \| \| \| \| \| |              |              |              |              |
| Estadio | Provincia    | Visitante    | Resultado    | Local        |
| Bandera de ? | Bandera de ? | Bandera de ? | Bandera de ? | Bandera de ? |
| Bandera de ? | Bandera de ? | Bandera de ? | Bandera de ? | Bandera de ? |

| \| Estadio \| Provincia \| Visitante \| Resultado \| Local \| \| ------- \| --------- \| --------- \| --------- \| ----- \| \| \| \| \| \| \| \| \| \| \| \| \| |              |              |              |              |
| Estadio | Provincia    | Visitante    | Resultado    | Local        |
| Bandera de ? | Bandera de ? | Bandera de ? | Bandera de ? | Bandera de ? |
| Bandera de ? | Bandera de ? | Bandera de ? | Bandera de ? | Bandera de ? |

| \| Estadio \| Provincia \| Visitante \| Resultado \| Local \| \| ------- \| --------- \| --------- \| --------- \| ----- \| \| \| \| \| \| \| \| \| \| \| \| \| |              |              |              |              |
| Estadio | Provincia    | Visitante    | Resultado    | Local        |
| Bandera de ? | Bandera de ? | Bandera de ? | Bandera de ? | Bandera de ? |
| Bandera de ? | Bandera de ? | Bandera de ? | Bandera de ? | Bandera de ? |

| \| Estadio \| Provincia \| Visitante \| Resultado \| Local \| \| ------- \| --------- \| --------- \| --------- \| ----- \| \| \| \| \| \| \| \| \| \| \| \| \| |              |              |              |              |
| Estadio | Provincia    | Visitante    | Resultado    | Local        |
| Bandera de ? | Bandera de ? | Bandera de ? | Bandera de ? | Bandera de ? |
| Bandera de ? | Bandera de ? | Bandera de ? | Bandera de ? | Bandera de ? |

| \| Estadio \| Provincia \| Visitante \| Resultado \| Local \| \| ------- \| --------- \| --------- \| --------- \| ----- \| \| \| \| \| \| \| \| \| \| \| \| \| |              |              |              |              |
| Estadio | Provincia    | Visitante    | Resultado    | Local        |
| Bandera de ? | Bandera de ? | Bandera de ? | Bandera de ? | Bandera de ? |
| Bandera de ? | Bandera de ? | Bandera de ? | Bandera de ? | Bandera de ? |

### Final
La etapa final se desarrolla con los 2 equipos que se enfrentan en una subserie de 7 juegos a ganar 5. El equipo que alcanza las 5 victorias se corona con Ganador de la 53 Serie Nacional de Béisbol de Cuba.
| \| Estadio \| Provincia \| Visitante \| Resultado \| Local \| \| ------- \| --------- \| --------- \| --------- \| ----- \| \| \| \| \| \| \| |              |              |              |              |
| Estadio | Provincia    | Visitante    | Resultado    | Local        |
| Bandera de ? | Bandera de ? | Bandera de ? | Bandera de ? | Bandera de ? |

| \| Estadio \| Provincia \| Visitante \| Resultado \| Local \| \| ------- \| --------- \| --------- \| --------- \| ----- \| \| \| \| \| \| \| |              |              |              |              |
| Estadio | Provincia    | Visitante    | Resultado    | Local        |
| Bandera de ? | Bandera de ? | Bandera de ? | Bandera de ? | Bandera de ? |

| \| Estadio \| Provincia \| Visitante \| Resultado \| Local \| \| ------- \| --------- \| --------- \| --------- \| ----- \| \| \| \| \| \| \| |              |              |              |              |
| Estadio | Provincia    | Visitante    | Resultado    | Local        |
| Bandera de ? | Bandera de ? | Bandera de ? | Bandera de ? | Bandera de ? |

| \| Estadio \| Provincia \| Visitante \| Resultado \| Local \| \| ------- \| --------- \| --------- \| --------- \| ----- \| \| \| \| \| \| \| |              |              |              |              |
| Estadio | Provincia    | Visitante    | Resultado    | Local        |
| Bandera de ? | Bandera de ? | Bandera de ? | Bandera de ? | Bandera de ? |

| \| Estadio \| Provincia \| Visitante \| Resultado \| Local \| \| ------- \| --------- \| --------- \| --------- \| ----- \| \| \| \| \| \| \| |              |              |              |              |
| Estadio | Provincia    | Visitante    | Resultado    | Local        |
| Bandera de ? | Bandera de ? | Bandera de ? | Bandera de ? | Bandera de ? |

| \| Estadio \| Provincia \| Visitante \| Resultado \| Local \| \| ------- \| --------- \| --------- \| --------- \| ----- \| \| \| \| \| \| \| |              |              |              |              |
| Estadio | Provincia    | Visitante    | Resultado    | Local        |
| Bandera de ? | Bandera de ? | Bandera de ? | Bandera de ? | Bandera de ? |

| \| Estadio \| Provincia \| Visitante \| Resultado \| Local \| \| ------- \| --------- \| --------- \| --------- \| ----- \| \| \| \| \| \| \| |              |              |              |              |
| Estadio | Provincia    | Visitante    | Resultado    | Local        |
| Bandera de ? | Bandera de ? | Bandera de ? | Bandera de ? | Bandera de ? |

### Campeón 53 Serie Nacional
| Resultado de la 53 Serie Nacional de Béisbol de Cuba 2013 - 2014 | Resultado de la 53 Serie Nacional de Béisbol de Cuba 2013 - 2014 |
| ---------------------------------------------------------------- | ---------------------------------------------------------------- |
| Campeón Nacional                                                 | Pinar del Río                                                    |
| Subcampeón Nacional                                              | Matanzas                                                         |
| Tercer Lugar Nacional                                            | Por definir                                                      |